# 中華航空
中華航空，簡稱華航（CAL），是中華民國的國家航空公司，也是臺灣最大的民用航空業者，為華航集團的核心企業。主要轉運樞紐為桃園國際機場，總部則位於桃園機場場區內的華航園區。目前以國際航線為主（包含客運與貨運），航點遍佈超過30個國家；其成立之初亦經營國內航線，惟考量企業內部資源及營運重心整合，自1998年全部轉由子公司華信航空經營。其旗下還擁有台灣虎航，為目前臺灣唯一本國籍的低成本航空公司。
華航在1959年以中華民國政府為首出資創辦，目前後者仍以間接持股方式擁有多數股權。華航是臺灣航空業共享代碼合作的先驅業者，目前與22家國際航空業者合作經營多條共享代碼航線。為了使航網效益極大化，華航於2011年9月28日加入天合聯盟，是首間加入航空聯盟的臺灣籍航空公司。

## 歷史

位於臺北市中山區南京東路的「華航大樓」是華航總部舊址，航發會與華航台北分公司設於此內

### 草創時期

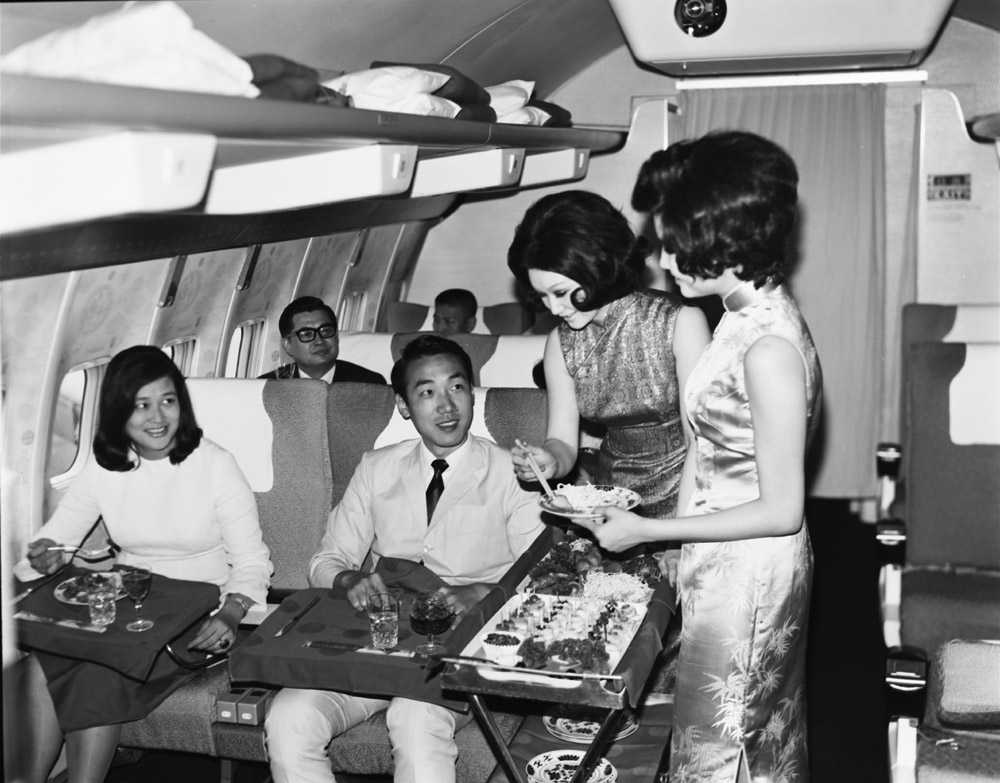
身著旗袍的華航空服員正在服務乘客，攝於1969年

1949年第二次國共內戰末期，中華民國政府因戰事失利撤退至臺灣後，使得民航空運公司（Civil Air Transport Inc. 英文簡稱CAT）獨佔台灣的民用航空事業，中華民國政府因而意識到需要開設一間不受外國勢力介入、並且能自主運用管理的本國籍航空公司來協助中華民國重新發展。因此，中華航空於1959年9月7日成立，在時任中華民國空軍總司令部副總司令徐煥昇中將與中華民國交通部的大力主導下，由中華民國政府與中國國民黨共同出資，於同年12月16日成功首航，草創時期的註冊資本額為新臺幣30萬元。華航最早以兩架PBY-5B水陸兩用機營運，首班航線為臺北─日月潭包機。營運初期項目多半為軍事活動。1961年還曾至寮國代行戰地運補工作。
1962年添購DC-3、DC-4、YS-11等飛機後，向危險的中華民國國軍任務告別，同時開啟民用航空客運服務。1962年10月20日開航臺北飛花蓮的航班，成為華航的第一條定期國內航線。同年，中華民國空軍為了不直接參加越南戰爭，而以華航名義支援美國軍隊，為美軍執行運補和後送的任務。因應美國和中華民國國防部要求，華航於1966年開航臺北到越南西貢（今胡志明市）的唯一一趟軍包機航線；這條航線在1966年10月31日轉為客運航線，成為華航第一條定期國際航線。1967年10月5日，增闢至新加坡、曼谷、馬尼拉及漢城（現首爾）4條國際航線:742。

#### 邁入噴射機時代
華航利用為美方於中南半島執行任務的收入引進二手洛克希德星座螺旋槳客機，也訂購了兩架波音707型新機，開啟了華航進入噴射機時代之序幕。1970年代可謂華航由「軍方航空公司」正式轉為「民用航空公司」之轉捩點：新購入兩架波音707客機首架於1969年11月7日接收，1970年首航臺北經東京至舊金山航線；隔年引進卡拉維爾雙發動機客機經營臺灣至東南亞的定期航線或定期包機，但因其飛航安全記錄不佳，於1976年4月9日起即被新引進之波音737-200客機所取代。隨著航線與載客量的迅速成長，華航於1975年5月與1977年4月分別引進波音747-100與波音747SP，成為亞洲地區少數早期取得波音747機隊的航空公司。

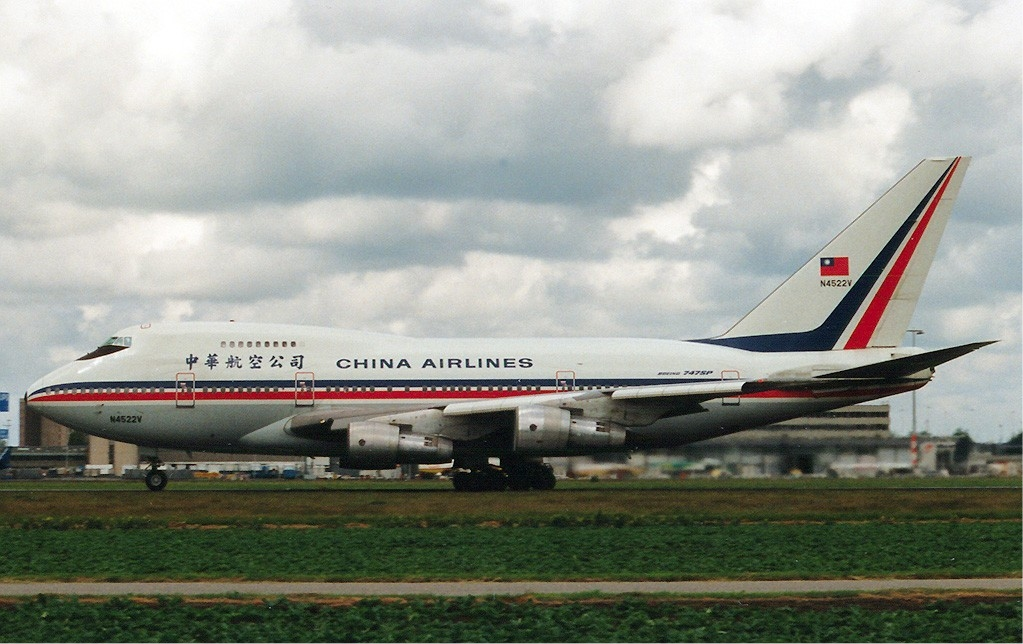
波音747SP，為華航1970年代至80年代主力客機之一（N4522V）

1980年代起，華航開始擴張並轉型為客貨運並行發展之航空公司，隨著航空事業的發展，並陸續汰換第一代的噴射機隊，改為以波音747-200、麥道MD-11、以及空中巴士A300-B4系列客機為主。1983年，華航開辦歐洲之盧森堡貨運航線，使其航點往歐洲地區擴張。華航27位股東（多為政府單位）於1988年捐出股權，成立財團法人中華航空事業發展基金會（簡稱航發會），為中華民國交通部監管之財團法人機構，迄今仍是華航的最大股東。1993年2月26日，華航股票在臺灣證券交易所上市。

### 兩岸環境

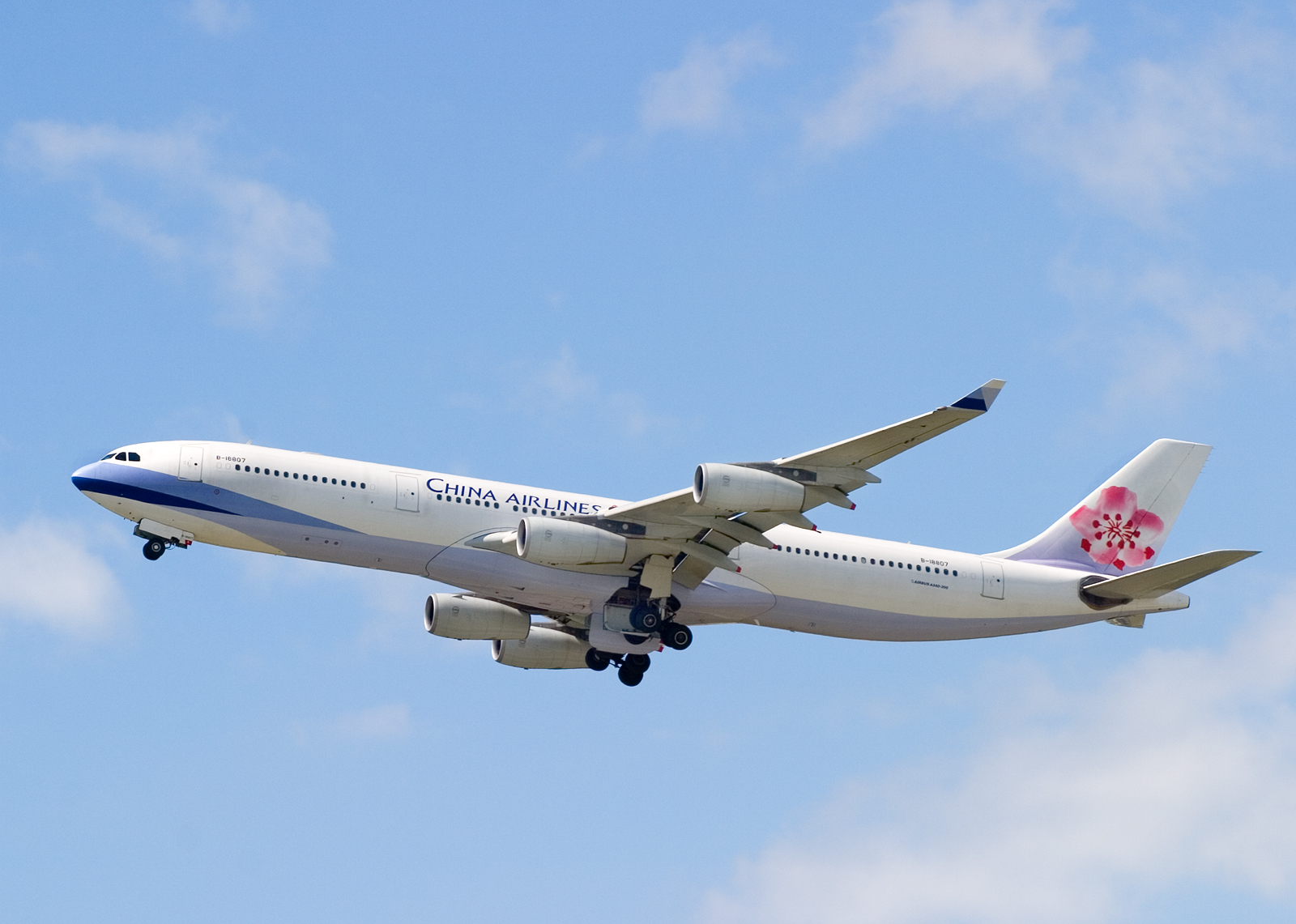
華航空中巴士A340-313型客機，2017年全數退役（B-18807）

由於華航為代表中華民國的航空公司（即所謂「載旗航空」），因此早期於機身塗裝也漆上中華民國國旗和與其相符的「紅、藍、白」三色條紋。1970年代起中華民國外交處境日益艱難，在中國大陸“一中原则”影响下，部分國家如加拿大和澳洲被中華人民共和國政府要求拒絕漆有中華民國國旗的華航班機飛航，使得華航航線擴張困難。為求保有原有航權，華航於1991年轉投資成立華信航空公司，飛航溫哥華、悉尼等地航線。

#### 更改塗裝、呼號
為減低航權取得阻礙，華航於1995年改以潑墨紅之梅花（中華民國國花）為設計的「紅梅揚姿」做為識別標誌，並將無線電呼號由「China air」改為現在的「Dynasty」，也代表華航已經由「國營航空公司」之身份轉向民營航空公司。
1978年，東京的國際航線從羽田機場改為在新啟用之成田機場，但中華航空仍然於羽田機場起降，是當時唯一的國際航線業者，由於距離東京市區較近，造就極佳業績，直到2002年才與長榮航空共同改到成田機場起降。
1984年3月14日，中華民國交通部宣布華航將達成環球航線：「臺北─阿姆斯特丹─紐約─臺北」；同年4月12日進行首航。

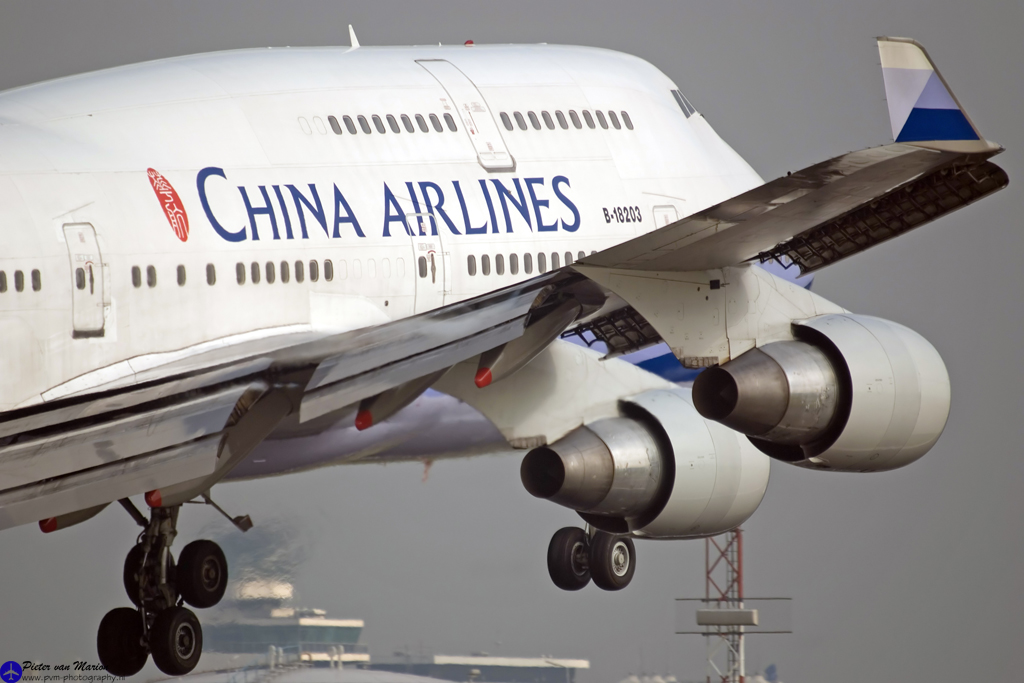
華航為臺灣最大民航業者，圖為747-409型客機（B-18203）

1990年代初期華航解決困境取得过境泰国曼谷的第五航權後，進行了新一波擴張：1993年開航德國法蘭克福客運航線。1995年在更換企業識別標誌同時，華航也大幅度添購新機、更新機隊並簡化機隊飛機種類，以消除因過往隨政治或外交因素之機隊採購，造成機隊混亂、維修不易而衍生嚴重之飛安問題，並擺脫購機受政府影響之傳統。向波音採購數十架新一代波音747-400客、貨機、波音737-800客機之外，也向空中巴士集團採購新一代之A300-600R型客機，並於1994年與1998年在中正國際機場（今桃園國際機場）及高雄國際機場分別興建新式飛機修護廠，建立自身修護能量提升飛航安全。2003年更大規模向空中巴士集團採購新一代A330-300客機擔任中、長航程航線旅客輸運，也訂購較省油的A340-300長程客機來替換耗油的麥道MD-11客機飛行長程航線。2002年9月24日，中華航空經歷28年後重返國際航空運輸協會（IATA），成為國府遷臺後首間加入該組織的中華民國籍航空公司。

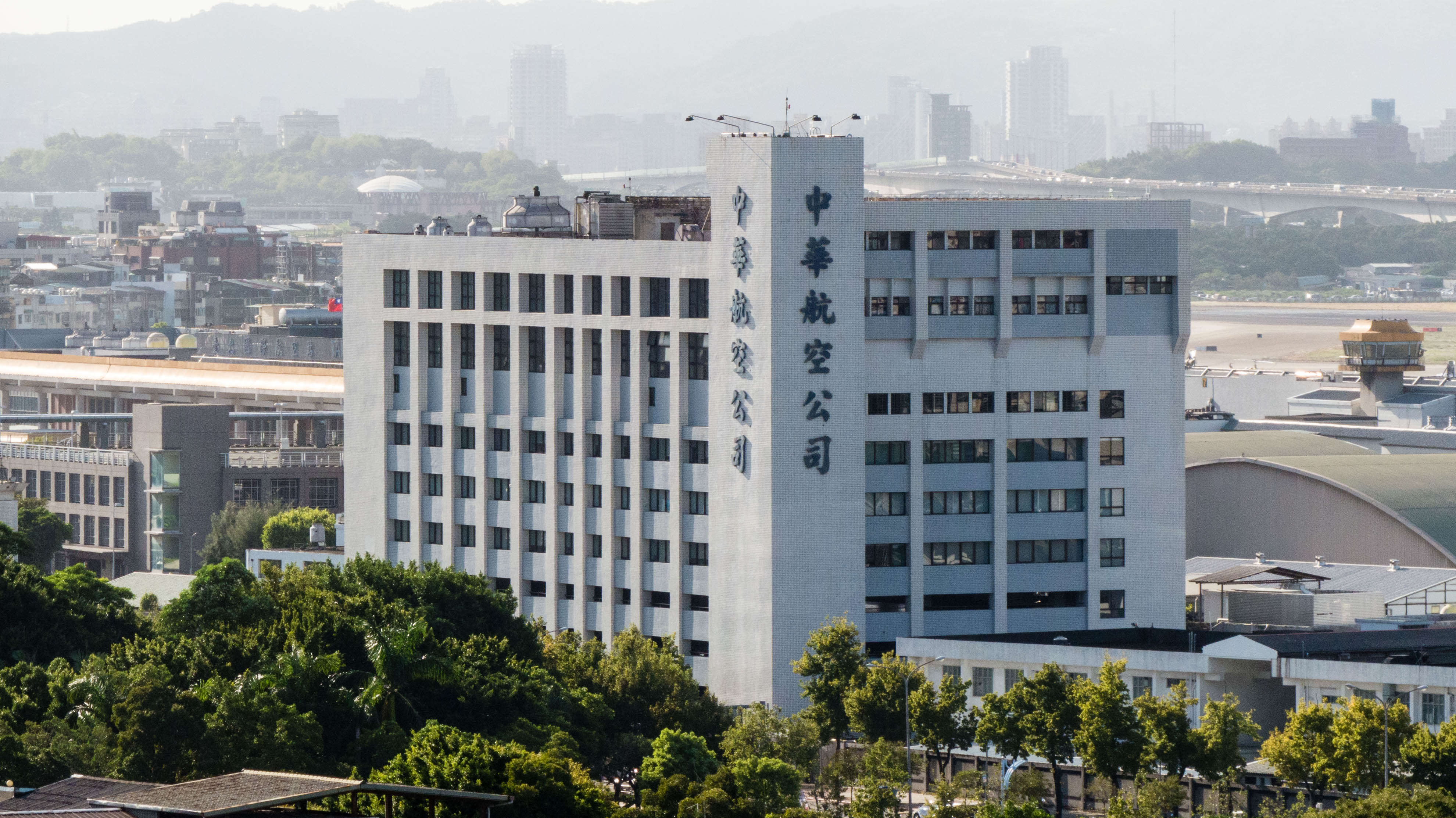
華航位於臺北松山機場的松訓區民權大樓

#### 兩岸直航
隨著兩岸通商日益頻繁，中華民國政府於2003年春節首次開放中華民國籍航空公司，技術性由臺灣經香港上空不須落地直飛中國大陸。中華航空和其他5間中華民國籍航空均參與執行首次春節臺商包機任務，為中斷了54年的海峽兩岸正式通航展開新里程碑；華航「CI585」（機型為波音747-400，編號B-18206）成為首架降落在上海浦東機場的台籍航空班機。2005年至今，華航亦有參與執行臺商包機任務。

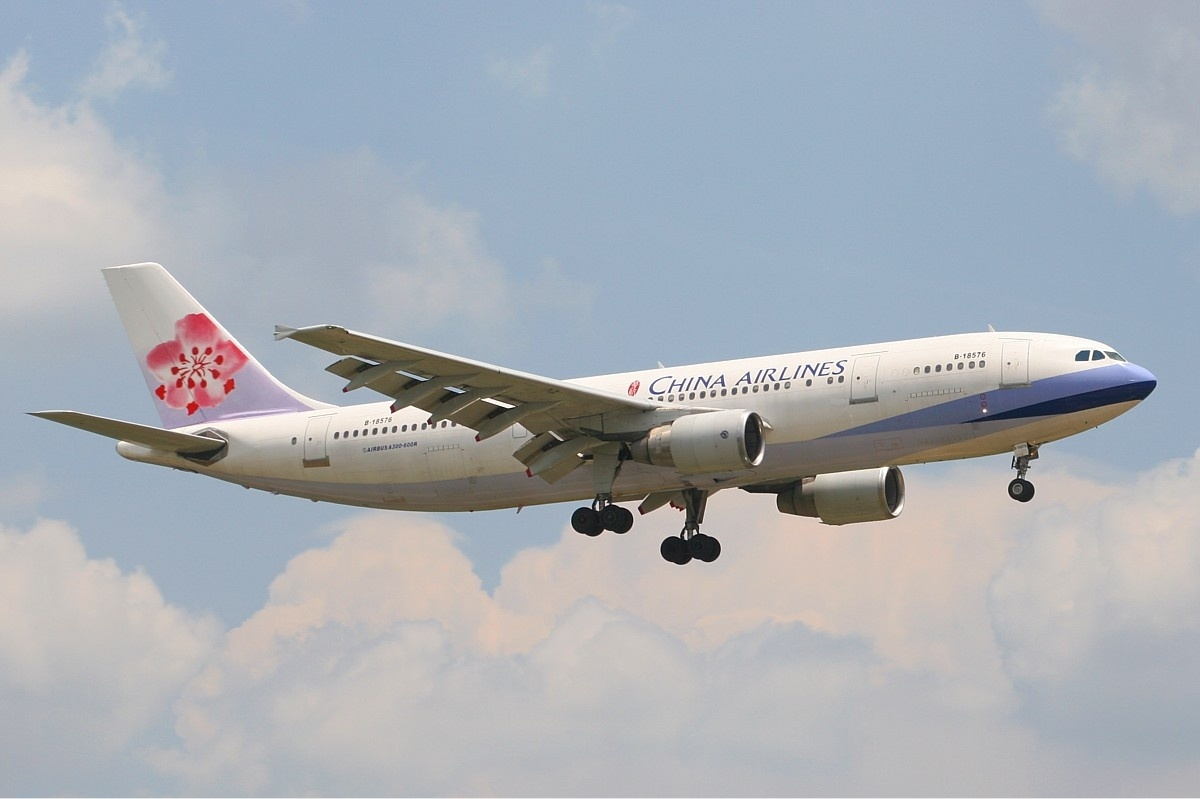
曾經為主力客機的A300型客機（B-18576/N88881）

2007年，華航網站上開始出現特惠機票及限時搶票（含免費機票）的優惠廣告，也出現類似廉價航空公司的做法。同年4月1日，華航全體空服員、地勤人員更換制服，歷史悠久的藍、紫色系旗袍制服走入歷史。同年5月11日，華航與美國西北航空簽約，自2007年8月1日起成為夥伴，合作哩程計畫與共用機場貴賓室。。
2008年7月4日，兩岸定期航線開始營運，華航CI-7957航班成為第一個自台湾啟航的航空班機。2009年，華航為慶祝創立50週年，在旗下機隊塗上50週年紀念彩繪。同年3月18日，華航再度通過國際航協飛航安全查核認證，此為中華航空第三度通過國際航協的飛航安全查核認證。
2016年起华航开始接收空巴A350，华航的欧洲航点陆续改为直飞。并于2017年、2023年增开台北往伦敦-盖特维克和布拉格的直飞航班。

### 加入天合聯盟後

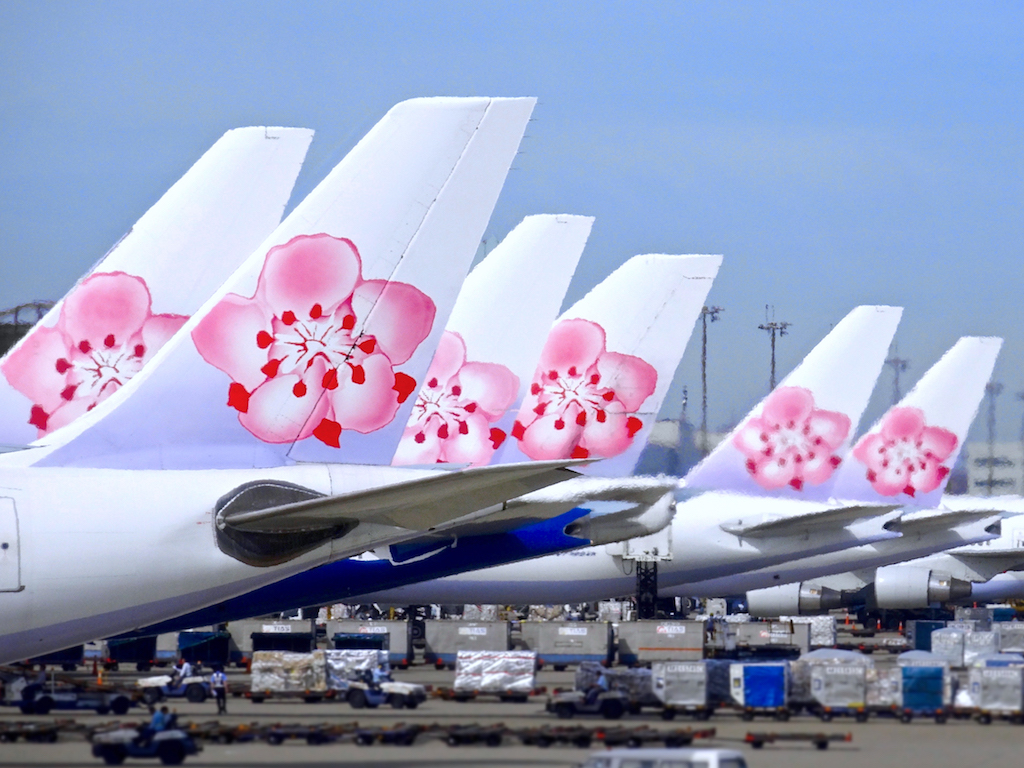
華航2011年推出之新版「紅梅揚姿」標誌

2010年9月14日，華航簽署加入天合聯盟意向書。同年10月31日，華航復航東京羽田機場，並與日本航空共用班號每日4航班往返於臺北松山─東京羽田航線。
2011年，華航榮獲國際航空專業媒體雜誌評比《Aviation Week》2011年「全球最佳航空公司」第10名，是首次入選前10名的中華民國籍航空公司。同年9月28日，華航舉行天合聯盟入盟儀式，成為天合聯盟第15個成員，也成為首個加入國際航空聯盟的臺灣籍航空，旗下子公司華信航空也在同日以附屬成員身份加盟。該年下半季，華航大量開闢臺灣至中國大陸二線城市與東南亞的國際航線。同時華航開放私募股權，而空中巴士的母公司EADS藉轉投資持有華航10%股權，是第二大股東（僅次華航集團的65%），並打算配合桃園航空城計劃在臺成立維修中心。
2013年起，華航與同為天合聯盟成員的中國南方航空、中國東方航空、廈門航空、上海航空共組「大中華攜手飛」計畫，結成兩岸航線市場的小型聯盟。
2013年9月，華航宣布將跨足營運低成本航空公司，同年12月初，華航正式公布新公司成立，與新加坡籍低成本航空欣豐虎航簽訂合約，於2014年成立全新的低成本航空公司，合資公司名為臺灣虎航，2016年12月13日時合約到期，因此結束合約，台灣虎航在2016年12月14日起成為華航全資子公司。
2015年8月10日，華航全體空服員換上新制服，地勤人員因制服生產延後延遲至9月1日。
2017年1月9日，華航與荷蘭皇家航空簽署擴大共用班號合作合約，華航在荷蘭皇家航空的阿姆斯特丹－倫敦、曼徹斯特、馬德里、巴賽隆納、巴黎航線共用班號，這也是華航的「CI」班號首次飛進巴黎；荷航則在華航飛航的台北－靜岡、名古屋、宮崎、高松、釜山及高雄航線共用班號，雙方也在討論是否加入雙方國內線為共用班號服務區域。
2017年1月10日，華航與日本航空簽署擴大共用班號合作合約，除了原有的松山－羽田航線外第一階段增加了雙方都有飛航的航線（台北─成田、關西、名古屋及高雄─成田）還有華航單獨執飛的台北─札幌、台北─靜岡、台北─富山、台北─廣島、台北─高松、台北─福岡、台北─宮崎、台北─鹿兒島、台北─石垣島、高雄─大阪、高雄─札幌、高雄─熊本、高雄─琉球、台南─大阪等航線進行共用班號，第二階段將預料是將各自的國內航線納入共用班號服務，但尚在討論。
2021年3月20日，在舉行完名為后翼起飛的747 Farewell Party後，退役其最後四架波音747客機機隊
2022年8月30日，華航與波音公司訂購16架波音787-9（包含8架選擇權，可升級至787-10），成為台灣首家同時運作A350以及787的航空公司。

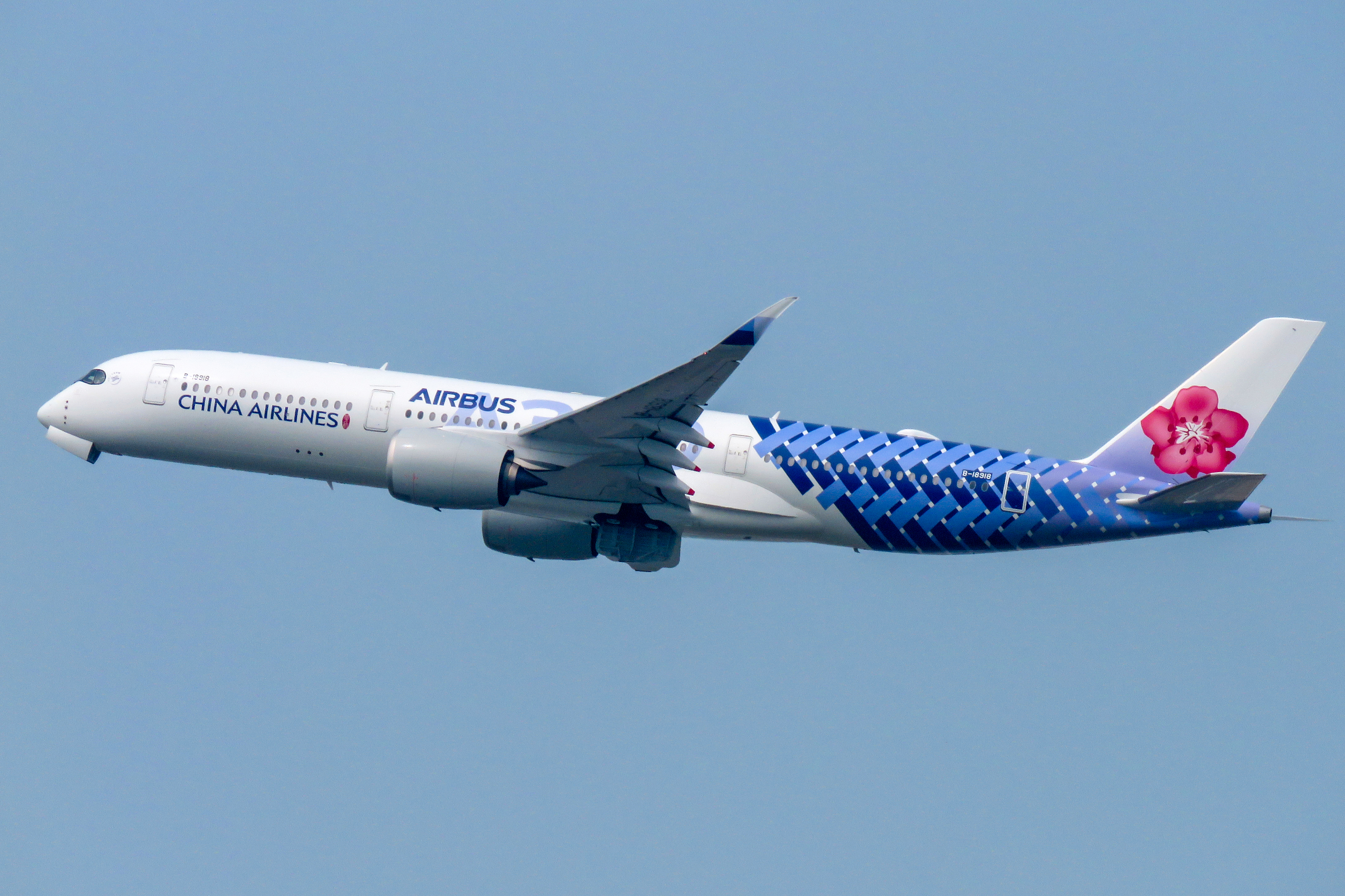
新一代主力客機 A350-941 空中巴士與華航聯名彩繪塗裝（碳纖維）（B-18918）

2024年12月19日，華航與空中巴士訂購10架空中巴士A350-1041XWB，與波音公司訂購10架波音777-9以及4架波音777-8F，成為台灣首家引進777X的航空公司。

### 四發時代的結束
中華航空於2021年初宣布因疫情緣故提早退役四架747-409客機後，接連舉辦了一系列告別747空中女王的活動。中華航空的747客機前前後後陪伴了華航49年，將近半個世紀，也為華航70～90年代創造了不少營收。
2021年3月20日舉行747空中女王 Farewell Party「后翼起飛」一日微旅行，班機編號：CI2747（執飛機身編號：B-18215，全球最後一架生產的波音747-400客機），為紀念747-400客機「空中女王」的傳奇與致意，起飛前於D6登機門兩旁安排2架華航波音747-400客機，分別為SkyTeam天合聯盟塗裝747-400（編號：B-18211，全球唯一天合聯盟塗裝747-400）以及華航60週年彩繪機（編號：B-18210）進行送別，於上午11時30分由桃園機場出發，至日本富士山上空繞行一圈再返回，航程時間約5小時40分，下午17時10分抵達桃園機場，抵達前15分鐘於D6登機門兩旁安排新世代雙發動機長途客機迎接，左右兩側分別為波音777-300ER「大藍鯨」彩繪機（編號：B-18007）以及空中巴士A350-900XWB「藍鵲號」彩繪機（編號：B-18908），象徵世代交替。
活動結束後，由拖車拖著747出棚廠，象徵747客機退役，也為華航四發客機時代劃下句點。

## 航點列表
中華航空的航班主要以桃園國際機場為出發點，目的地覆蓋亞洲、歐洲、大洋洲和美洲。其中香港、韓國、東南亞、帛琉、歐洲航線在第一航廈營運，美加、紐澳、日本與兩岸航線（不包含香港）則是在第二航廈營運。此外，華航及其子公司華信航空在高雄和臺北松山和台南機場也都有營運航班，華信航空並將基地設在臺中。華航在未包含子公司華信航空及台灣虎航的情況下，每日提供大約250個航班。
直到2000年代中期，臺灣主權問題對於中華民國的航空公司可否飛航特定國家有一定的影響，使得華航的航線網路受到限制。由於中華民國籍航空並無直飛中國大陸的航權，因此華航曾以香港做為轉接目的地；至2008年起，華航開始經營直飛中國大陆的定期包機，並在該年12月開始改為兩岸定期航班。

### 共用班號合作夥伴
目前與18家航空公司有共用班號的合作關係，共用班號服務可將華航的航網延伸至全球各大洲的大城市與旅遊勝地，同時也和天合聯盟所有成員航空公司有飛行常客獎勵計劃、共用貴賓室、行李直掛、天合優享、客貨運艙位互相調配……等合作。（行李直掛服務在美國、加拿大、日本三個國家及歐盟或地區的法令因素因此在上述地區無法實施）
| 航空公司         | 所屬聯盟               | 航線 |
| ---------------- | ---------------------- | --- |
| 華信航空         | 無（華航旗下子公司）   | 兩岸航線，國內航線（全） 高雄－曼谷、馬尼拉、新加坡 |
| 台灣虎航         | 無（華航旗下子公司）   | 桃園－澳門、函館、仙台、岡山、大邱、濟州、無錫 高雄－澳門 台中－澳門 |
| 中國東方航空     | 天合聯盟、大中華攜手飛 | 桃園－上海浦東、無錫、青島、武漢、南昌、西安、合肥、南京、寧波 松山－上海虹橋 高雄－南昌 |
| 廈門航空         | 天合聯盟、大中華攜手飛 | 桃園－長沙、廈門 松山－福州 高雄－廈門 |
| 上海航空         | 天合聯盟、大中華攜手飛 | 松山－上海虹橋 |
| 中國南方航空     | 大中華攜手飛           | 桃園－上海浦東、廣州、深圳、大連、武漢、長春、瀋陽、長沙、鄭州 |
| 大韓航空         | 天合聯盟               | 桃園－首爾仁川、釜山 高雄－首爾仁川 |
| 越南航空         | 天合聯盟               | 桃園－河內、胡志明市 高雄－河內、胡志明市 |
| 加魯達印尼航空   | 天合聯盟               | 桃園－雅加達、峇里島 |
| 法國航空         | 天合聯盟               | 桃園－巴黎 |
| 荷蘭皇家航空     | 天合聯盟               | 馬尼拉－桃園－阿姆斯特丹 （荷蘭航空未取得馬尼拉-桃園往返延遠權，故該航段給予華航售票） 阿姆斯特丹－桃園－雪梨、墨爾本、布里斯本 （需先訂購阿姆斯特丹－桃園航段後才可加選桃園－雪梨、墨爾本、布里斯本航段）                                                                   |
| 歐洲航空         | 天合聯盟               | 桃園－歐洲航點－馬德里、巴塞隆納 |
| 達美航空         | 天合聯盟               | 桃園－洛杉磯－納許維爾、達拉斯、斯波坎、聖安東尼奧、沙加緬度、聖荷西、聖地牙哥、鳳凰城、奧斯汀、博伊西、丹佛、拉斯維加斯、舊金山、土桑 桃園－紐約甘迺迪－克里夫蘭、華盛頓、邁阿密、芝加哥、匹茲堡、里奇蒙 桃園－洛杉磯－瓜地馬拉市 桃園、高雄-東京成田 桃園、高雄、台南-大阪 |
| 日本航空         | 寰宇一家               | 台灣-日本間所有航線（華航＋日航所有航班） 札幌－新潟、花卷（日航國內線） 福岡－宮崎、花卷、奄美（日航國內線） 鹿兒島－德之島（日航國內線） |
| 澳洲航空         | 寰宇一家               | 桃園－布里斯本、雪梨、墨爾本－奧克蘭 桃園－布里斯本、雪梨、墨爾本－基督城 雪梨－墨爾本（澳航國內線） 桃園－新加坡 桃園－雅加達 桃園－巴里島 桃園－日本、韓國間所有航線 |
| 馬來西亞國際航空 | 寰宇一家               | 桃園－吉隆坡、亞庇 吉隆坡－檳城、新山（馬航國內線） |
| 菲律賓航空       | 無                     | 桃園、高雄－馬尼拉 桃園－宿霧 |
| 西南航空         | 無                     | 桃園－洛杉磯、舊金山、安大略、西雅圖、鳳凰城－納許維爾、達拉斯、斯波坎、聖安東尼奧、沙加緬度、聖荷西、聖地牙哥、鳳凰城、奧斯汀、博伊西、丹佛、拉斯維加斯、舊金山、土桑 |

## 機隊

### 現役機隊

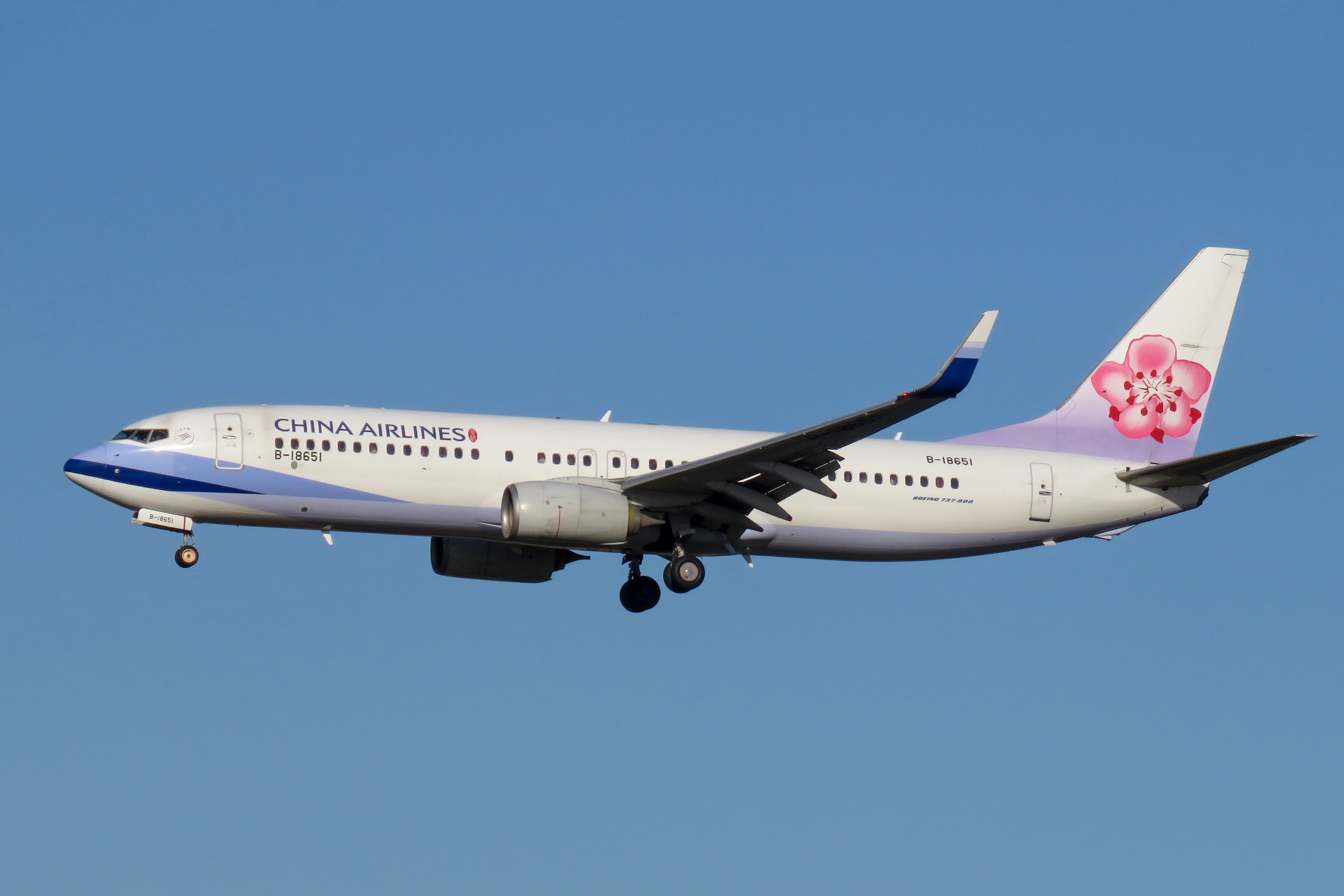
華航的波音737-800型客機即將降落於中國北京首都國際機場（B-18651）
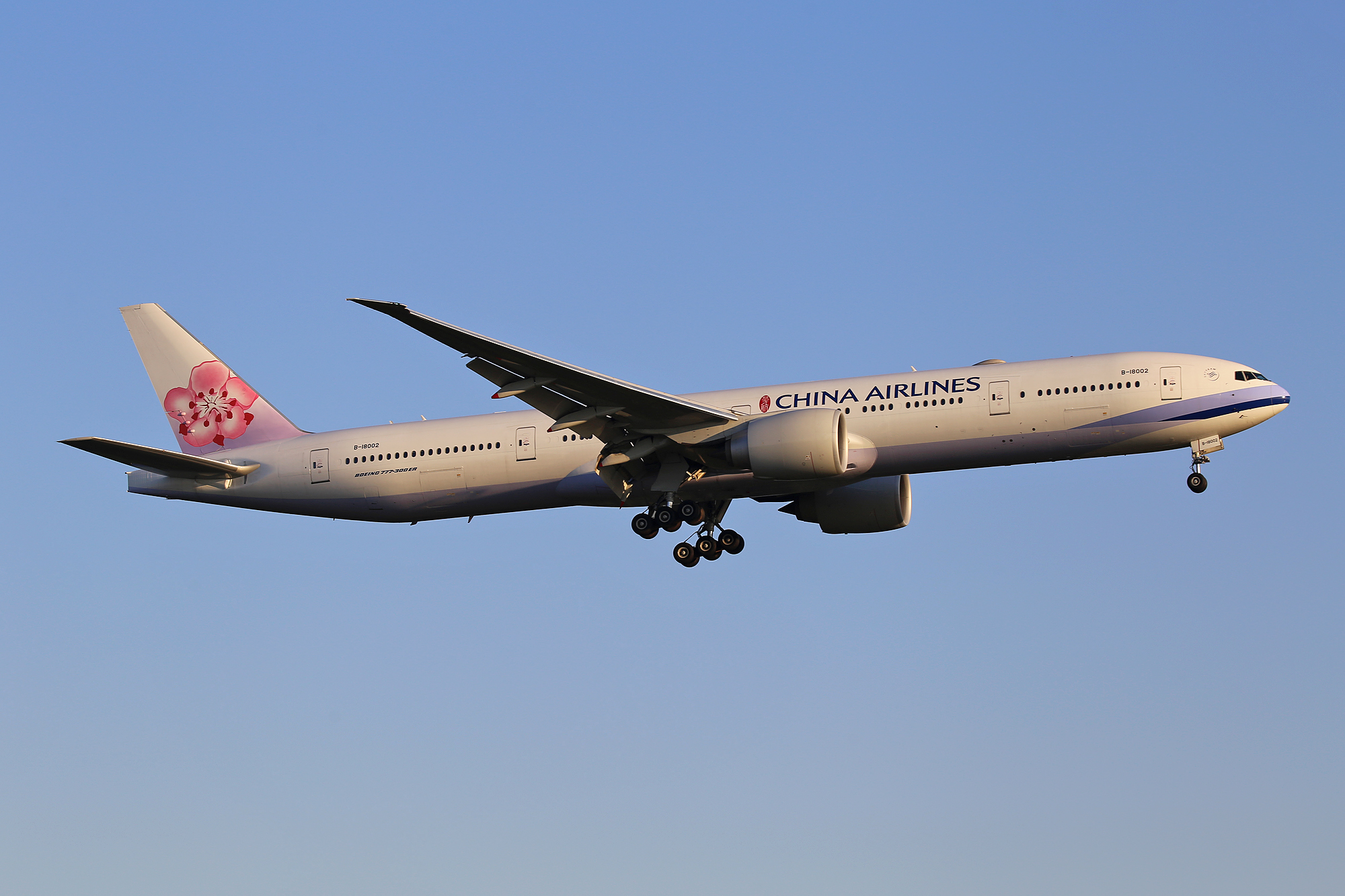
華航的波音777-300ER型客機即將降落於德國法蘭克福機場（B-18002）
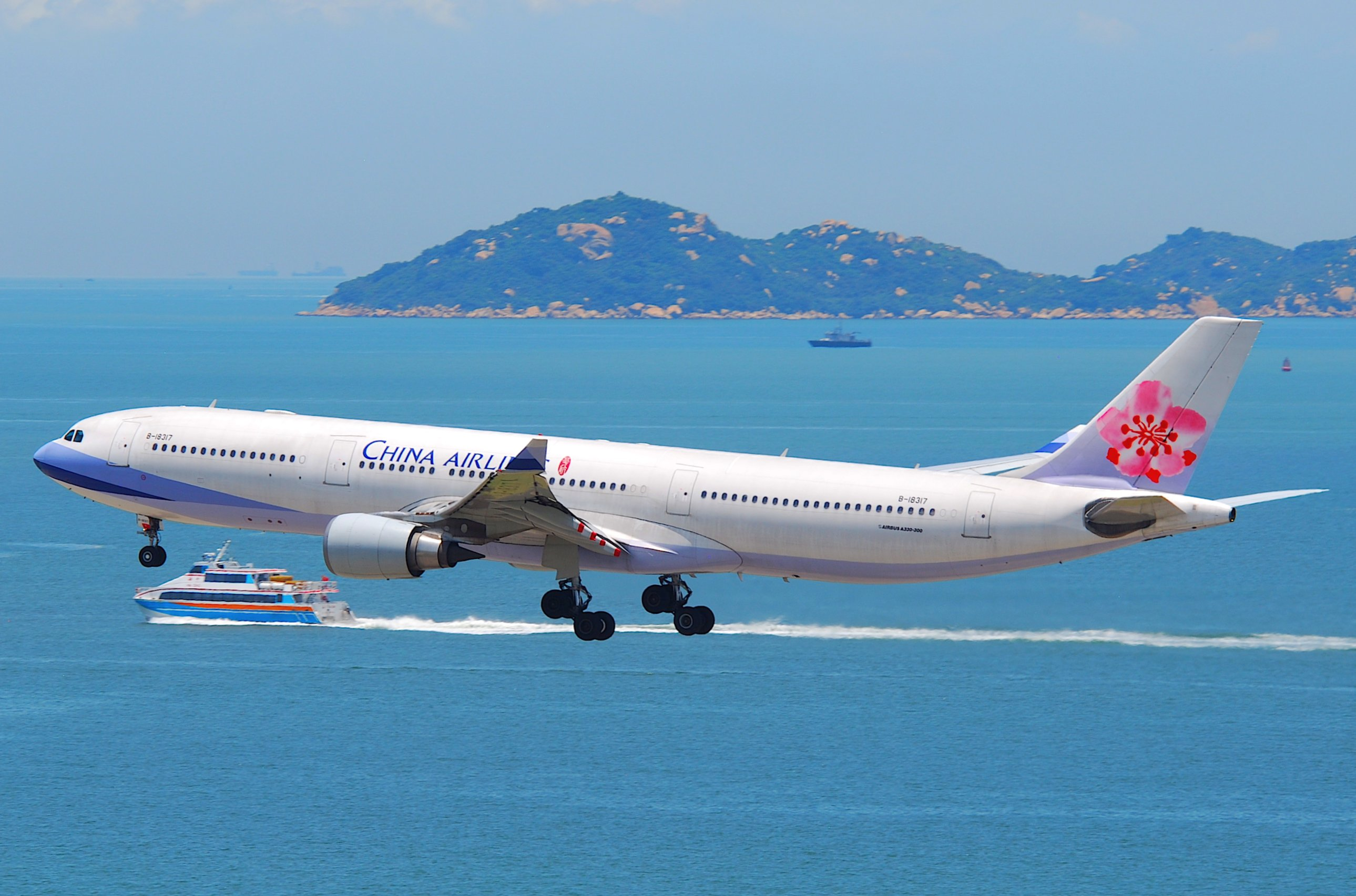
華航的空中巴士A330-300型客機於香港國際機場（B-18317）
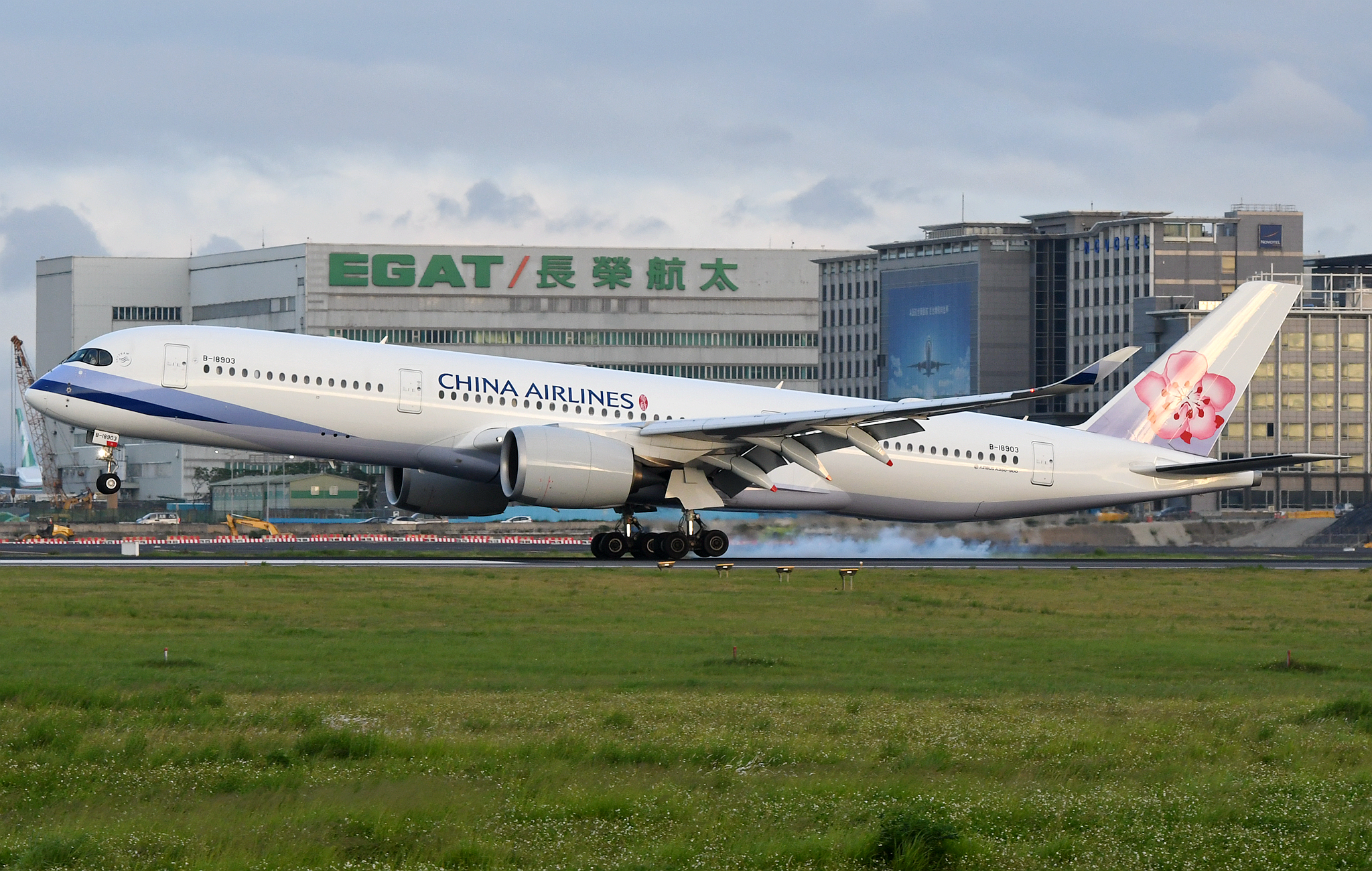
華航的空中巴士A350-900XWB型客機正在降落於台灣桃園國際機場（B-18903）
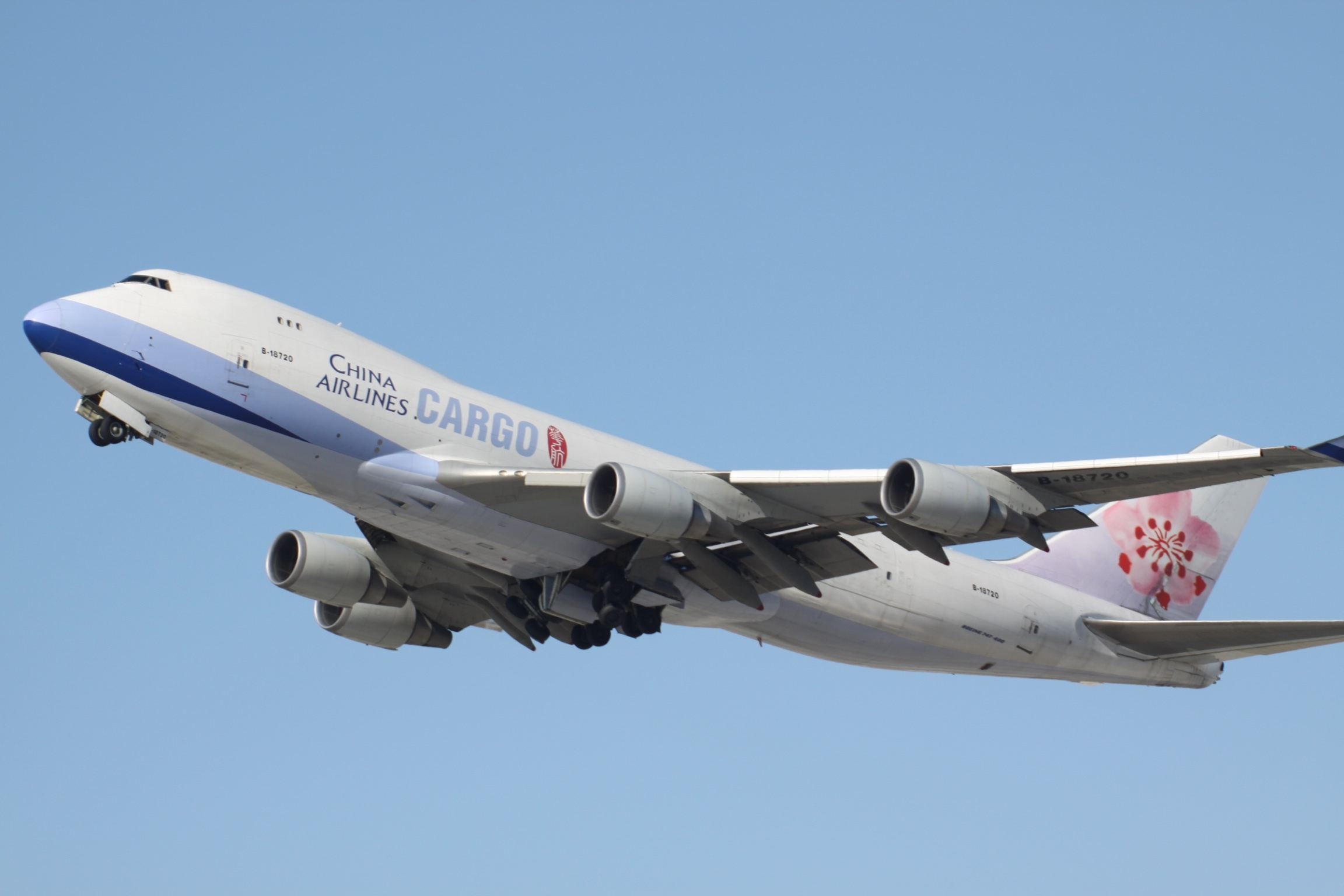
華航的波音747-400F從洛杉磯國際機場起飛(B-18720)
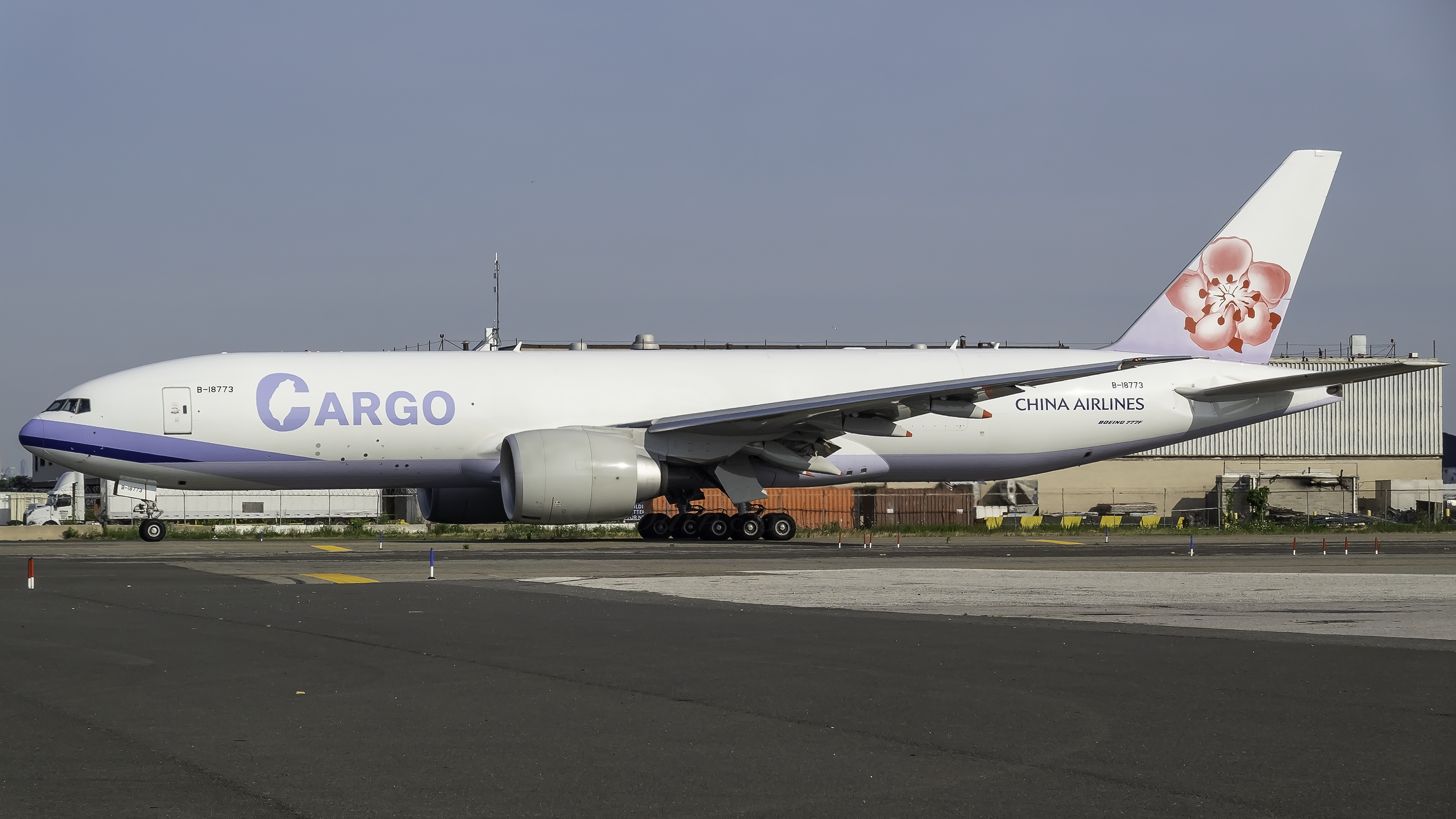
華航的波音777F停泊於約翰·甘迺迪國際機場（B-18773。由於此塗裝被中華人民共和國領空拒絕，排飛有限，因此後續將不再使用)[16]。
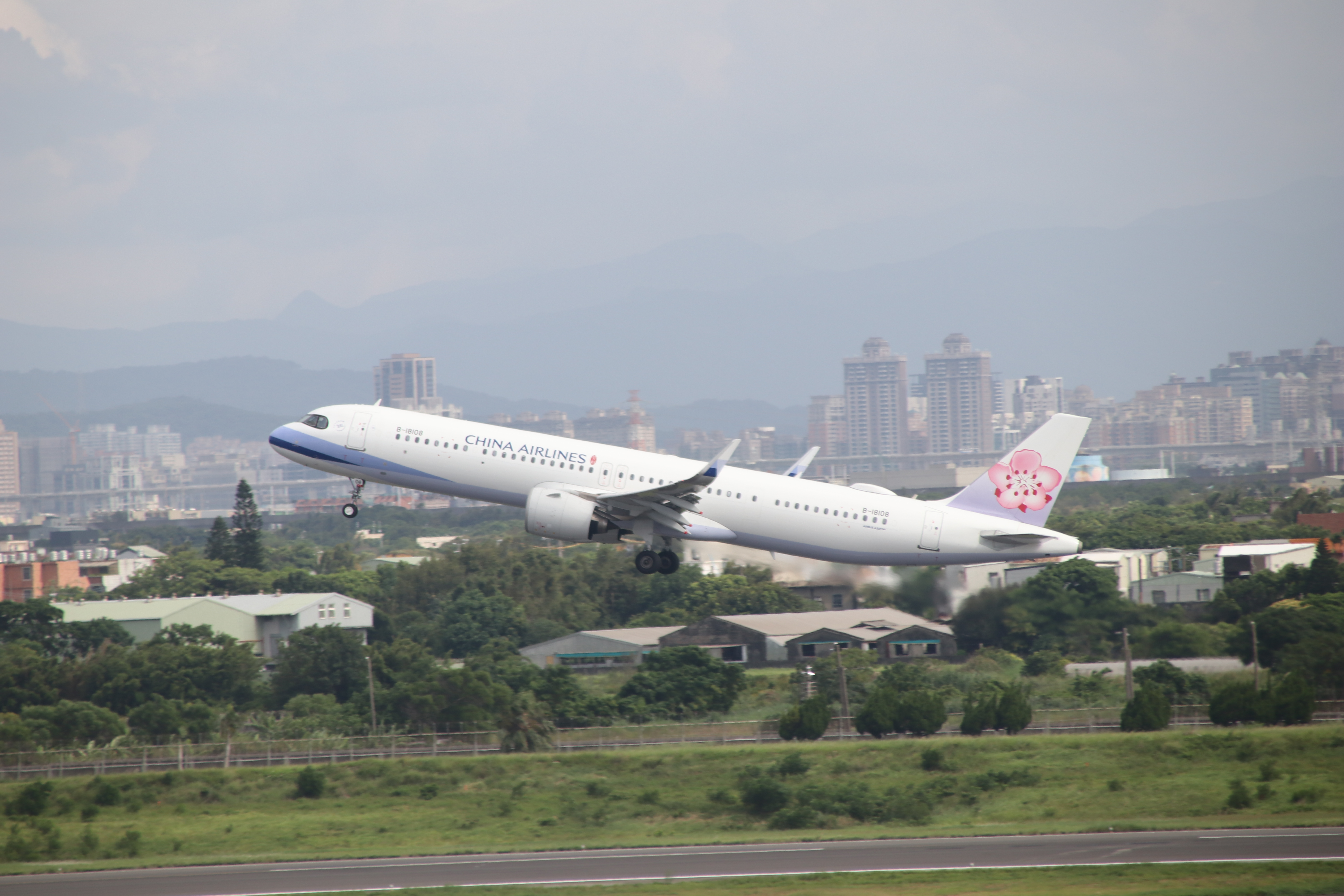
華航的空中巴士空中巴士A321-271NX於桃機南跑起飛（B-18108）

截至2025年8月，華航的機隊平均機齡約9.6年。目前華航機隊各機種詳細資料如下：
- 由於松山機場停機坪翼展限制，因此華航機隊僅現役的波音737-800、空中巴士A321neo和空中巴士A330-300可於松山機場起降。
- 華航現役機隊中，大部分採用奇異生產的發動機，A321neo因發動機效能和集團維修量能而選用普惠發動機，A350 XWB則因原廠限制而選用勞斯萊斯發動機。

### 未來評估採購機型
- 空中巴士A350F
- 波音787-9（增備機）
- 波音787-10（增備機）

### 機型分類註冊編號
777 系列
- 777-300ER：B-18001 ～ B-18007、B-18051 ～ B-18055（註冊範圍：B-180xx）
- 777F（貨機）：B-18771 ～ B-18781（註冊範圍：B-187xx）

777X 系列
- 777-9：B-18031 ～ B-18047（註冊範圍：B-180xx）
- 777-8F（貨機）：B-18782 ～ B-18790（註冊範圍：B-187xx）

A321-271NX（A321neo）
- B-18101 ～ B-18147（註冊範圍：B-181xx）

A330-302
- B-18301 ～ B-18317、B-18358 ～ B-18361（註冊範圍：B-183xx）

737-800
- B-18651 ～ B-18652、B-18660 ～ B-18667（註冊範圍：B-186xx）

747-400F
- B-18717 ～ B-18725（註冊範圍：B-187xx）

787 系列
- 787-9：B-18801 ～ B-18821
- 787-10：B-18831 ～ B-18837

（註冊範圍：B-188xx）
A350 系列
- A350-941XWB：B-18901 ～ B-18926
- A350-1041XWB：B-18931 ～ B-18947

（註冊範圍：B-189xx）

### 現役機隊編號
- 註1：當中使用金色為《波音Dreamliner彩繪機-大藍鯨》（777-300ER適用）、《空中巴士A350 XWB碳纖維（Carbon Fiber）彩繪機》（A350-941XWB適用）。
- 註2：當中使用薔薇紫之A321neo編號採用「皮卡丘彩繪機 CI」特別彩繪機。

### 華航機隊歷史 除役(租)或封存飛機編號
自1959年起，中華航空使用過多款客機型號，有美製、歐製、法製和日製飛機。把老舊飛機除役後，華航目前都使用波音、空中巴士兩家飛機。中華航空曾經用於營運的機型如下：
| 機型                  | 總數量 | 首架引進 | 末架除役 | 服役中華航空機身編號 | 備註 |
| PBY卡特琳娜           | 2      | 1959     | 1967     | B-1501、B-1503 |      |
| 柯蒂斯C-46            | 待查   | 1961     | 1973     | B-1509、B-1515、B-1551、B-1549、B-1535 | 待查 |
| --------------------- | ------ | -------- | -------- | --- | ---- |
| 道格拉斯DC-3          | 待查   | 1959     | 1976     | B-1505、B-1515、B-1523、B-1531、B-1533、B-1541、B-1553、B-1555、B-309、EM-3、XW-PDL | 待查 |
| 道格拉斯DC-4          | 待查   | 1962     | 1975     | B-1801、B-1803、B-1805、B-1811、B-1815 | 待查 |
| 洛克希德超級星座式    | 1      | 1966     | 1969     | B-1809 | 待查 |
| YS-11A                | 2      | 1970     | 1979     | B-156、B-158（B-1157） |      |
| 卡拉維爾III型SE-210-3 | 4      | 1970     | 1980     | B-1850、B-1852、B-1854、B-1856 |      |
| 波音707-300C          | 5      | 1969     | 1985     | B-1824、B-1826、B-1830、B-1832、B-1834 |      |
| 波音707-300B          | 1      | 1971     | 1985     | B-1828 |      |
| 波音727-100           | 2      | 1967     | 1982     | B-1818、B-1820 |      |
| 波音727-100C          | 2      | 1969     | 1982     | B-1822、B-188 |      |
| 波音737-200           | 7      | 1976     | 1997     | B-1870、B-1872、B-1874、B-1876、B-1878、B-180、B-182 |      |
| 波音737-400           | 6      | 1996     | 1998     | B-18671、B-18672、B-18673、B-18675、B-18676、B-18677 |      |
| 波音737-800           | 20     | 1998     |          | B-18601、B-18602、B-18603、B-18605、B-18606、B-18607、B-18608、B-18609、B-18610、B-18611（B-18617）、B-18612、B-18615、B-18616、B-18653、B-18655、B-18656、B-18657、B-18658、B-18659、B-16805                        |      |
| 波音747-100           | 2      | 1975     | 1984     | N9898（B-1860）、N40108（B-1868） |      |
| 波音747SP             | 4      | 1977     | 1999     | B-1862（B-18252）、B-1880（B-18253）、N4508H、N4522V |      |
| 波音747-200B          | 4      | 1978     | 2002     | B-1864（B-18751）、B-1866（B-18255）、B-1886（B-18753）、B-1888（B-18755） | 註1  |
| 波音747-200B（SF）    | 8      | 1992     | 2002     | B-1864（B-18751）、B-1886（B-18753）、B-1888（B-18755）、N505MC、N508MC、N518MC、N528MC、N808MC | 註1  |
| 波音747-200F          | 3      | 1980     | 2004     | B-1894（B-18752）、B-160（B-18771）、B-198 |      |
| 波音747-400           | 19     | 1990     | 2020     | B-18201、B-18202、B-18203、B-18205、B-18206、B-18207、B-18208、B-18209（N168CL）、B-18210、B-18211、B-18212、B-18215、B-18251、B-161（B-18271）、B-162（B-18272）、B-163（B-18273）、B-164（B-18275）、B-165、3B-SMC | 註5  |
| 波音747-400F          | 15     | 1999     |          | B-18701、B-18702、B-18703、B-18705、B-18706、B-18707、B-18708、B-18709、B-18710、B-18711、B-18712、B-18715、B-18716 、N497MC、N498MC                                                                                 |      |
| 波音767-200           | 2      | 1982     | 1989     | B-1836、B-1838 | 註2  |
| 麥道MD-11             | 5      | 1992     | 2001     | B-150、B-151、B-152（B-18151）、B-153（B-18152）、N489GX |      |
| 空中巴士A300B4-200    | 6      | 1982     | 1999     | B-1810、B-1812、B-190（B-18581）、B-192（B-18582）、B-194（B-18583）、B-196（B-18585） |      |
| 空中巴士A300B4-600R   | 14     | 1989     | 2007     | B-18501、B-18502、B-18503、B-18575、B-1800（B-18571）、B-1802（B-18572）、B-1804（B-18573）、B-1806（B-18551）、B-1814、B-1816、N88881（B-18576）、N88887（B-18578）、N8888B（B-18577）、N8888P（B-18579）           |      |
| 空中巴士A320-200      | 2      | 1994     | 1997     | 3B-RGY、3B-RGZ | 註3  |
| 空中巴士A330-300      | 10     | 2004     |          | B-18302、B-18303 、B-18312、B-18351、B-18352、B-18353、B-18355、B-18356、B-18357、B-18391、B-18392 | 註4  |
| 空中巴士A340-300      | 7      | 2001     | 2017     | B-18801、B-18802、B-18803、B-18805、B-18806、B-18807、B-18851 |      |

### 中華航空除役機隊
- 華航波音737-209型客機（B-1876）
- 華航波音767-209型客機正在降落於啟德機場（B-1838）
- 華航空中巴士A300B4-200型客機（B-1810）
- 華航空中巴士A300-600R型客機在尼諾伊·阿基諾國際機場（N88887/B-18578）
- 華航MD-11型客機（N489GX）
- 華航波音747-409，在日本的華航舊塗裝客機（B-162/B-18272），現在已改裝為波音747-400 LCF（N780BA）
- 華航洛克希德超級星座式（B-1809）
- 華航的波音747-409型客機即將降落於北京首都國際機場（B-18215）

- 註1:B-1864（B-18751）（1993年改裝）、B-1886（B-18753）（1999年改裝）、B-1888（B-18755）（1999年改裝）由波音747-200B改裝為波音747-200B（SF）
- 註2:華航擁有波音767是美歐雙方的角力，但是由於當時A300的飛機在華航機隊總數多於767下退出了華航，華航賣出時以極低價格出售，最終由紐西蘭航空搶下最終勝利取得飛機，但最後因破產被轉賣至加拿大航空。
- 註3:華航曾和模里西斯航空租用2架空中巴士A320執飛高雄出發的區域國際線試用並欲取得其數據，但由於當時波音737客機多種數據都優於A320，最終2架均於1997年退租。[22]
- 註4:B-18391、B-18392租自維珍航空，並搭載Rolls-Royce Trent 772B-60發動機。
- 註5:B-18215（MSN 33737/LN 1358）為最後一架生產的波音747-400型客機（而最後一架生產的波音747-400為卡利塔航空，註冊號碼N782CK，服役中）。
- 華航曾於1970年代訂購一架麥道DC-10-30（製造商序號46949，註冊號碼N54643），但在塗裝完成後未交機，該機日後轉售給英國金獅航空。
- 華航曾於2003年4月向巴西天馬航空租賃兩架空中巴士A330-223客機（機身編號PT-MVA、PT-MVB）欲提供歐美長程航線直飛服務，但因SARS來襲，在塗裝完成後僅有試飛，在從未使用過此兩機的情況下隨即退租。

## 貨運服務

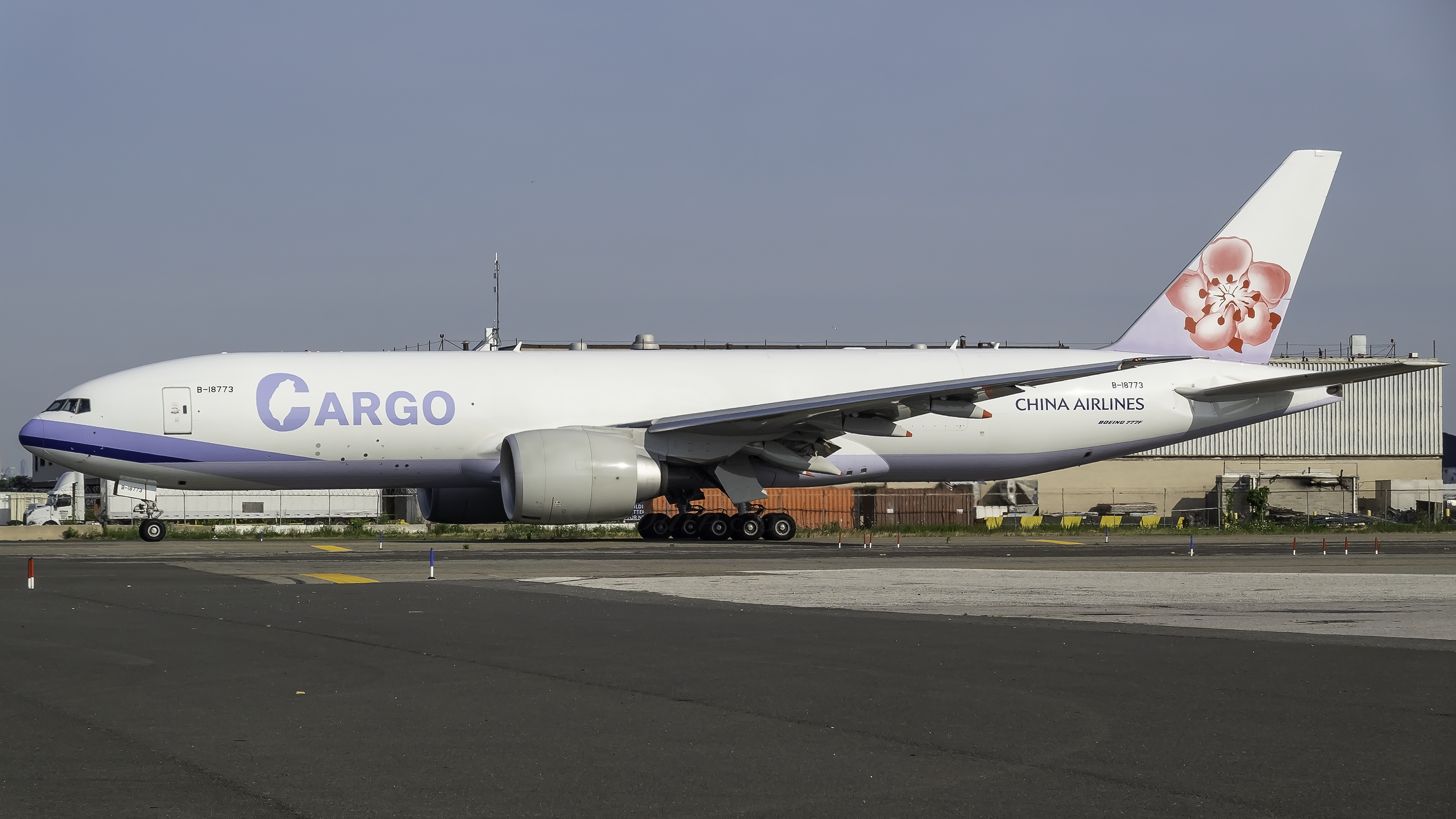
華航貨運機隊777-F（B-18773）

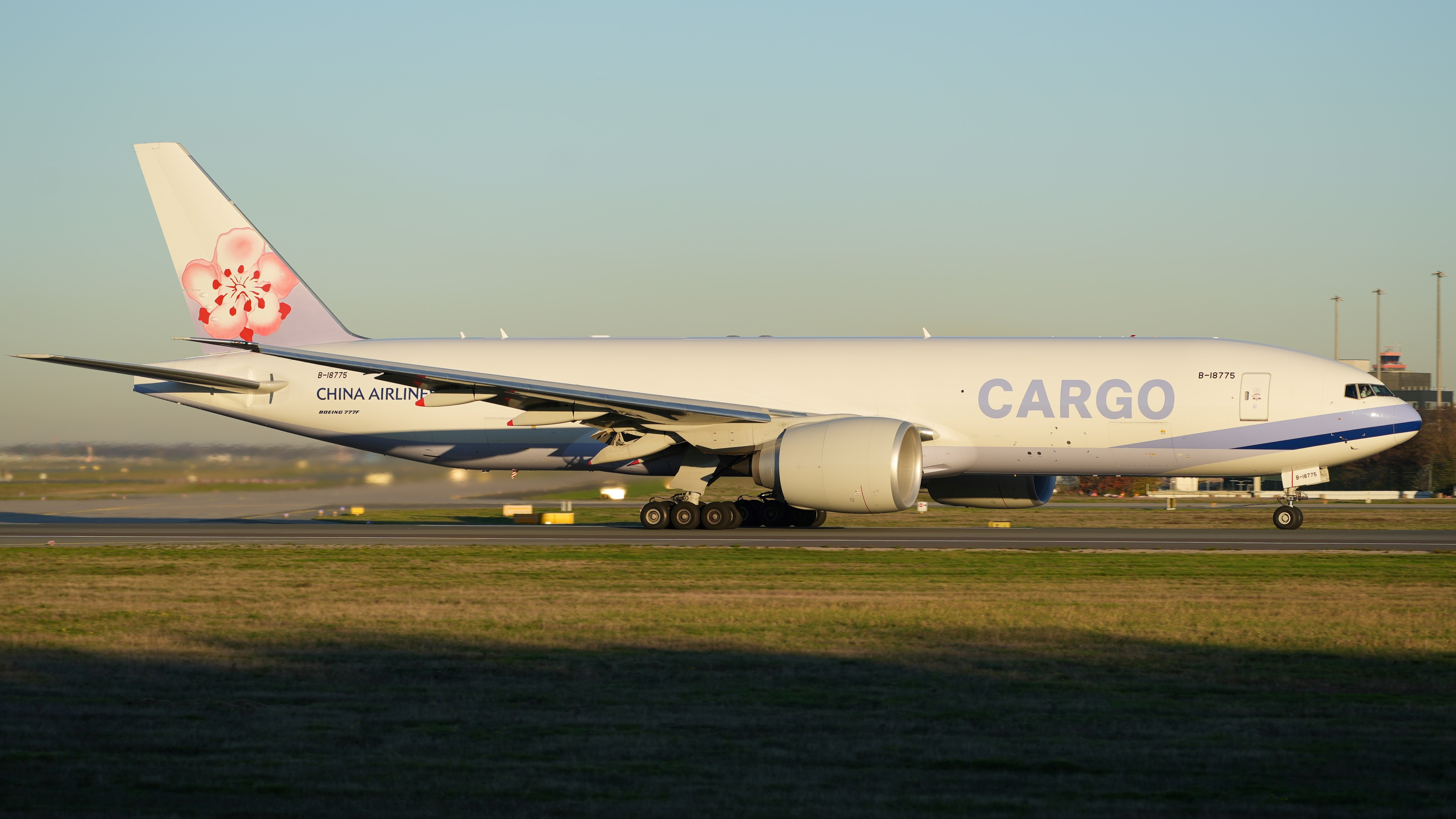
華航貨運機隊777-F（B-18775）

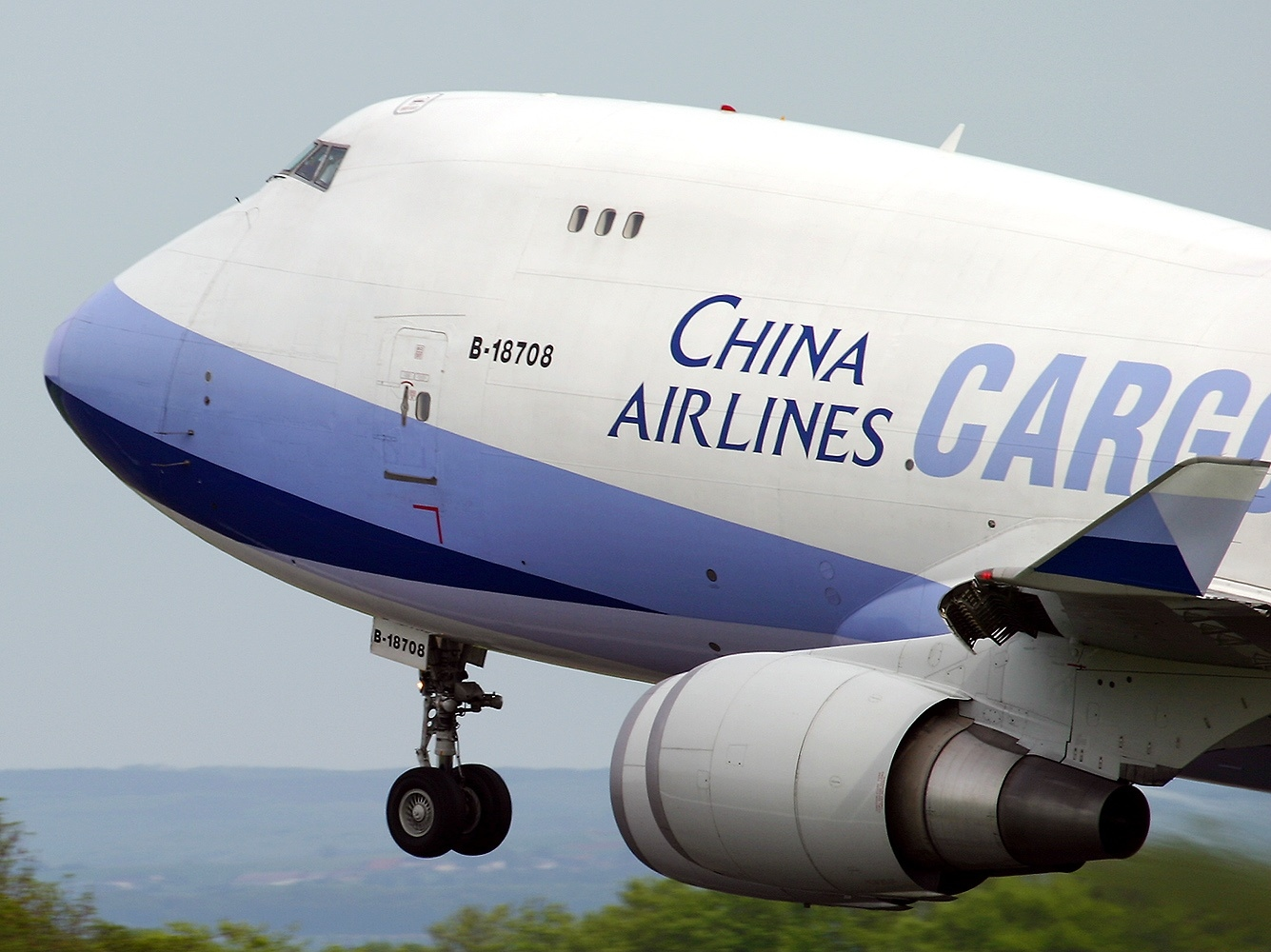
華航貨運機隊的747-409F（B-18708）

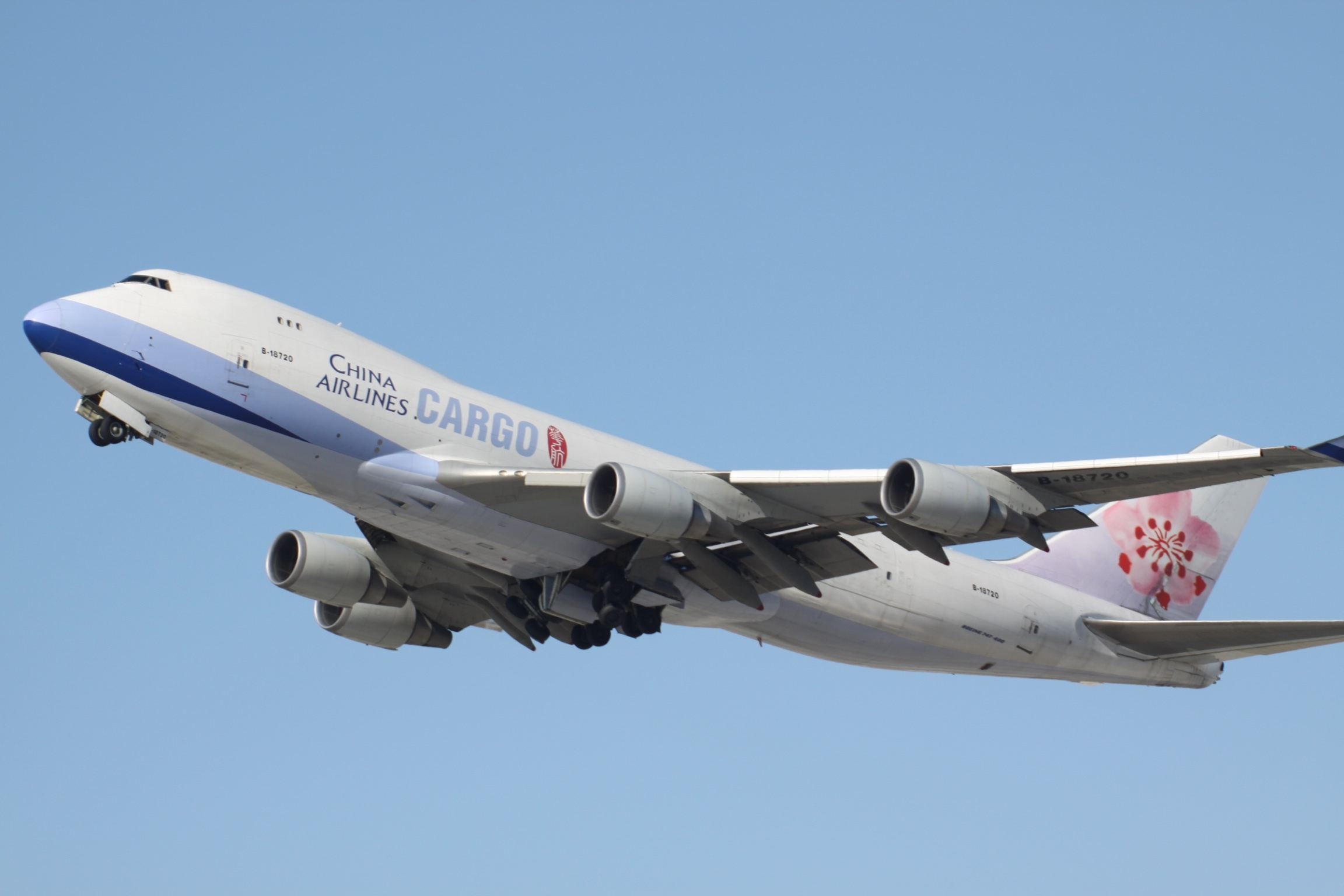
華航貨運機隊的747-409F（B-18720）

中華航空貨運（簡稱“華航貨運”）成立於1990年，是中華航空公司旗下的一個貨運部門。華航貨運網路遍及全球27個國家87個城市，貨運樞紐機場及轉運中心則統一設於臺灣桃園國際機場以及機場旁的華航園區，該公司以21架全貨機及其客機貨艙，在2014年總共運載超過129.6萬噸貨物。自成立至今，每年總貨運量均排行在全球前十名內。

華航貨運是航空貨運聯盟天合聯盟貨運成員之一，與聯盟內其他航空公司擁有共用班號的合作關係。華航貨運也會管理華航客機貨艙中的貨物，使其服務能夠遍及所有華航目的地。

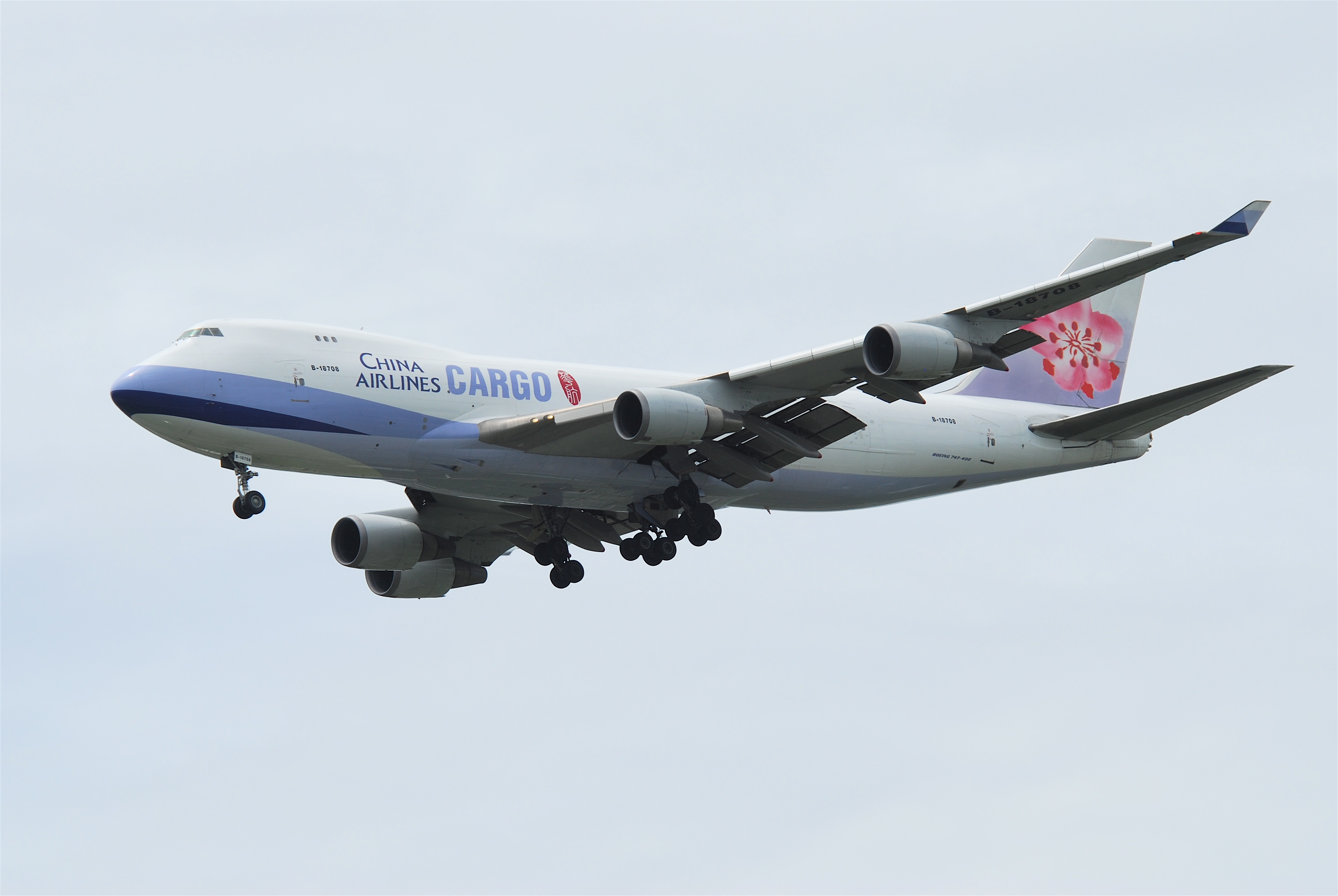
華航貨運機隊的747-409F（B-18708）

### 貨運機隊
中華航空貨運目前有8架波音747-400F貨機（初期有21架，為全球波音747-400F貨機的最大用戶，目前現役註冊編號：B-18717~B-18725，最大酬載為110公噸，航程達8245公里。設有可掀起的機鼻艙門，能夠控制貨艙溫度和進行貨艙壓力調整。
2019年巴黎航展上，華航宣布10架波音777-F（註冊編號：B-18771~B-18773、B-18775~B-18781，延續使用已退役之波音747-200F的註冊編號）意向訂單，随后於2019年9月4日宣布該意向訂單全面轉為正式訂單。首架飛機已於2020年11月24日首飛，2022年1月25日增購4架。

## 徽號
華航原本以印有「CAL」（China Airlines）和「中華航空公司」的字樣做為企業標誌，而在機身直尾翅上亦印有中華民國國旗，以示為中華民國的國家航空公司。在1995年，華航更改了企業識別標誌，稱為「紅梅揚姿」，而此徽號也替代在1959至1994年間以往沿用之舊徽號。「紅梅揚姿」的設計為粉紅色調的水墨畫梅花圖案，左下角置有紅底白字的中式傳統印記，上以篆書撰寫“華航”字樣。紅梅揚姿左側書有英文全大寫斜體的「CHINA AIRLINES」字樣，其中「C」字首字放大，英文字樣下方另置有淺藍之色帶。原本標誌上完全沒有中文標示，之後才在英文字樣上放置「中華航空」四字。
華航之所以更改標誌與機隊塗裝，在繼續表現是以臺灣做為基地之餘，亦加入政治考慮以避免原有樣式引起不必要的政治敏感。所謂的政治考慮，是因為華航擁有來往香港至臺北、高雄等臺灣都市之航線，而臺灣往來香港的航線亦被譽為載客量超高、利潤大的「黃金航線」；基於香港在1997年7月1日起主權移交予中華人民共和國，因海峽兩岸的政治對立，中華人民共和國政府不容許印有中華民國國號、國旗、國徽等能表現中華民國國籍的飛機出現在其掌握主權後的香港領空，故此華航需要在標誌上有所改變。同樣出於政治考量，中華人民共和國政府希望其他國家及地區拒絕印有中華民國國旗的航空業者設置航點。因此，華航在1995年以前，以權宜方式將部分國際航班交由子公司華信航空執飛（其機隊塗裝沒有涉及國籍之標示），如臺北─雪梨、臺北─溫哥華等，直至1995年更改標誌後才得以重返上述航點，華信航空則同時轉型為營運國內航線及短程國際航線為主，在航點設置上與華航分工。
華航在2011年9月28日正式加入天合聯盟後，對企業標誌及機隊塗裝進行調整。「紅梅揚姿」的圖案改在英文「CHINA AIRLINES」字樣的左邊，並改為電腦繪制的向量圖格式的梅花圖樣；英文字樣原有斜體與首字放大的設計取消，字體也有所微調。天合聯盟標誌則視場合增於「CHINA AIRLINES」的右邊。此外，針對非中文地區市場的版本中，中文標示會被移除。由於調整後的「紅梅揚姿」標誌质感相较于舊版所采用的手繪潑墨風格更接近於經過漸變處理的向量圖案而非水墨畫風格，因而被戲稱為「塑膠花」。

華航第一代企業標誌（1959年－1977年）
華航第二代企業標誌（1977年－1995年）
華航第三代企業標誌（1995年－2011年9月28日）
華航第四代企業標誌（2011年9月28日－迄今）

## 飛機塗裝

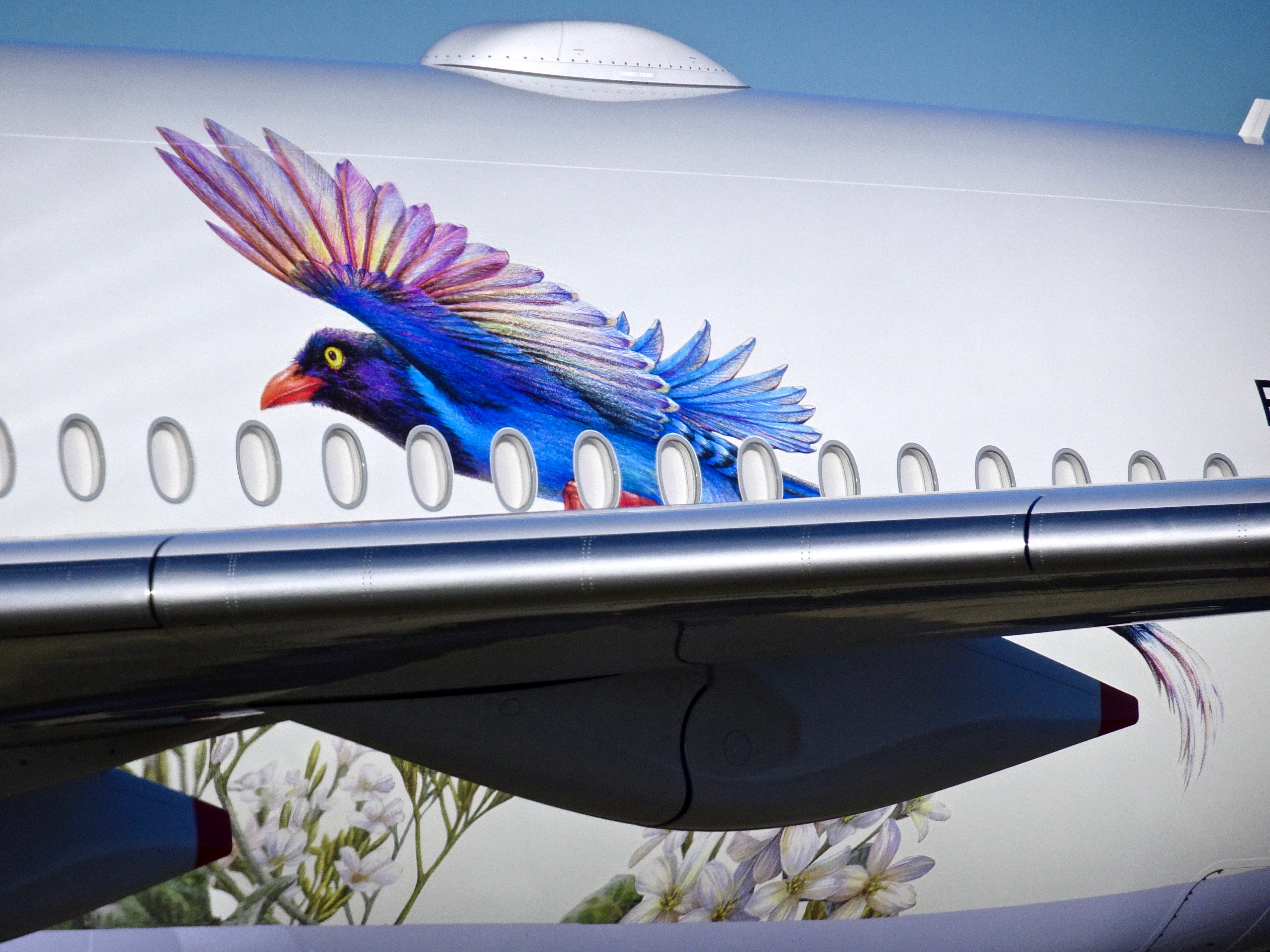
華航 "藍鵲號" 繪有特有種鳥類台灣藍鵲

華航在1959年開業時使用的飛機塗裝，為一面中華民國國旗在垂直尾翼上，機身上則是從中華民國國旗配色衍伸的藍、白、紅三色橫線塗在機身窗戶的位置，橫線上方書有中文「中華航空公司」與英文「CHINA AIRLINES」字樣。1995年更換為「紅梅揚姿」塗裝後，主視覺的潑墨紅梅彩繪在垂直尾翼上，機身採純白色做為底色，並在機身上書有藍色的英文「CHINA AIRLINES」字樣，機首及翼端帆處則有深藍與淺藍漸層色帶。紅底白字的篆書「華航」印記則置於「CHINA AIRLINES」的後方，左側機身放置在右側，反之右側機身則是在左側。相較於企業標誌，塗裝上沒有書寫「中華航空」之類的中文標示。

### 特別塗裝

#### 現存的彩繪客機塗裝
- 波音Dreamliner彩繪機：B-18007（777-309ER）
  - 尾翼「紅梅揚姿」 + 波音「大藍鯨」圖樣

- 天合聯盟（SkyTeam）塗裝：B-18311（A330-302）
- 空中巴士A350 XWB碳纖維（Carbon Fiber）彩繪機：B-18918（A350-941XWB）
  - 尾翼「紅梅揚姿」 + 藍紫「碳纖維」交織 + 藍色「AIRBUS」字樣 + 紫色「A350」字樣 + 前機身窗戶下方「CHINA AIRLINES」字樣附上紅底白字的篆書「華航」印記

- 華航 X The Pokémon Company 飛翔皮卡丘計畫「皮卡丘彩繪機 CI」：B-18101（A321-271NX）[24]

- 華航空中巴士A330-302 天合聯盟塗裝彩繪機（B-18311）
- 華航波音777-309ER與波音聯名塗裝（B-18007）
- 華航波音777-309ER與波音聯名Dreamliner彩繪機（B-18007）
- 披有華航A350聯名彩繪塗裝的空中巴士A350-941XWB客機正在於香港國際機場起飛（B-18918）
- 華航空中巴士A321-271NX「皮卡丘彩繪機 CI」（B-18101）

#### 已卸除的彩繪飛機塗裝
已卸除特別塗裝的機種與註冊編號分別如下：
- Touch Your Heart 臺灣觀光彩繪機（2003年）：B-18209
- 夢想客機（2004年）：B-18210（華航第一架彩繪機）
- 蝴蝶蘭彩繪機（2005年）：B-18305
- 薰衣草彩繪機（2006年）：B-18610
- 水果彩繪機（2006年）：B-18311
- 50週年紀念塗裝彩繪機（2010年）：B-18606,B-18208、B-18312、B-18725、B-18806
- 天合聯盟彩繪機（2011年）：B-18206（全球第一架天合聯盟彩繪747）、B18211（天合聯盟彩繪機）
- 環保彩繪機（2012年）：B-18806
- 擁抱彩繪機（2013年）：B-18203
- 臺灣觀光彩繪機（2013年）：B-18355
- 臺灣部落行旅彩繪機（2014年）：B-18358
- 臺灣文創雲門舞集彩繪機（2014年）：B-18361
- 花現台中彩繪機（2015年）：B-18659
- 三熊友達號彩繪機（2017年）：B-18657
- 60週年系列彩繪機：B-18317（A330-302）、B-18917（A350-941XWB）、B-18659（737-8SH）、B-18210（747-409）、B-18701（747-409F）、B-18006（777-309ER）
- 飛行大使鳥系列「帝雉號」：B-18901（A350-941XWB）
- 飛行大使鳥系列「藍鵲號」：B-18908（A350-941XWB）
- 華航777F「CARGO」台灣識別塗裝：B-18771～B-18773（已換裝為楷書體「中華航空」企業識別外加747-400F機身之「CARGO」字樣新塗裝）

- 華航空中巴士A330-302 水果彩繪機（B-18311）
- 薰衣草彩繪機（B-18610）
- 幾米擁抱彩繪機（B-18203）
- 華航50週年紀念塗裝彩繪機（B-18806）
- 環保彩繪機（B-18806）
- 原住民彩繪機（B-18358）
- 華航60週年紀念塗裝彩繪機（B-18210）
- 華航A350飛行大使系列“ 帝雉號”（B-18901）
- 華航A350-941“ 帝雉號”（B-18901）
- 華航A350飛行大使系列“ 藍鵲號”（B-18908）

## 公司總部
中華航空的總部位於桃園機場場區內的華航園區，於2010年3月落成啟用，而與制服洗濯有關之部門（華潔洗滌公司）則設於台北市區。華航園區佔地3.3公頃，樓面面積逾121,000平方米。華航園區設有4座大樓，分別是公司的行政大樓、培訓中心、派遣中心及供外站員工及轉機旅客住宿的諾富特酒店。
在華航園區尚未完工啟用之前，中華航空的總部位在台北市南京東路三段131號。

## 服務

### 飛行獎勵計劃
中華航空的飛行獎勵計畫——華夏哩程酬賓計畫（Dynasty Flyer）創立於1993年，共分四種等級，包括華夏卡、金卡、翡翠卡和晶鑽卡。不過華航在晶鑽卡以外還秘密的設有，“鑽石+”隱藏級別，平常僅附加在晶鑽卡內部，但如果成為全球華航前10名品牌忠誠者，又擁有晶鑽卡且是晶鑽卡里程全球前10名，就可擁有“鑽石+”級別的最頂級服務。為保持該隱藏性級別的最尊貴性，“鑽石+”級別主要是按照過往一個月以內旅客乘搭華航集團航班的頻率及航線長度調整其會籍級別。擁有金卡以上的會籍可以享受到如機場櫃臺行李優先處理、免費貴賓室與世界主要航空公司的飛行獎勵計畫類似的額外服務。另外，由於華信航空是華航子公司，再加上華航已在2011年加入天合聯盟，因此搭乘華信航空及天合聯盟成員之航班也能累積飛行哩程，但最高僅能累積進晶鑽卡，不得累計進入升等“鑽石+”的累計計分，“鑽石+”僅能計算搭乘華航集團航班的里程。
除了只需申辦就可免費擁有的華夏卡之外，其他華夏哩程酬賓計畫的會籍都是浮動的，主要是按照過往一年以內旅客乘搭華航集團及其他天合聯盟成员航班的頻率及航線長度調整其會籍級別（“鑽石+”級則為一個月浮動調整一次）。2013年時，為了擴大兩岸佈局，中華航空與天合聯盟成員中國大陸3家航空公司中國南方航空、中國東方航空及廈門航空結盟，宣布成立“大中華攜手飛”計劃，但是“大中華攜手飛”里程不得計算入“鑽石+”級別會籍中。
華夏哩程酬賓計畫設有一本定期發行的會員雜誌《華夏週知》，定期向會員們提供最新的華航集團或天合聯盟以及飛行獎勵計畫資訊。

### 登機手續
2009年12月，中華航空推出了「快速報到服務」的電子櫃台，設置在第一航廈及第二航廈的中華航空櫃檯旁，讓乘客自行辦理登機手續並印出登機證。目前該電子櫃台也裝設在臺灣各國際機場及其他國家之部分國際機場。除了在人工櫃檯辦理、機場自助設備和登入華航網站辦理登機外，現在也可使用發送手機簡訊辦理，機場自助報到系統在2009年12月1日起逐漸更換為採用通用自助服務 (Common Use Self-Service, 「CUSS」) 平台的NCR TouchPort自助報到系統。這種報到系統設備不僅提供為團體、散客辦理乘機手續的服務，更可進行航班訊息查詢、里程補登、電子登機證掃描以及里程查詢等多項延伸服務。網路辦理登記手續則全球皆可使用。

### 機場貴賓室

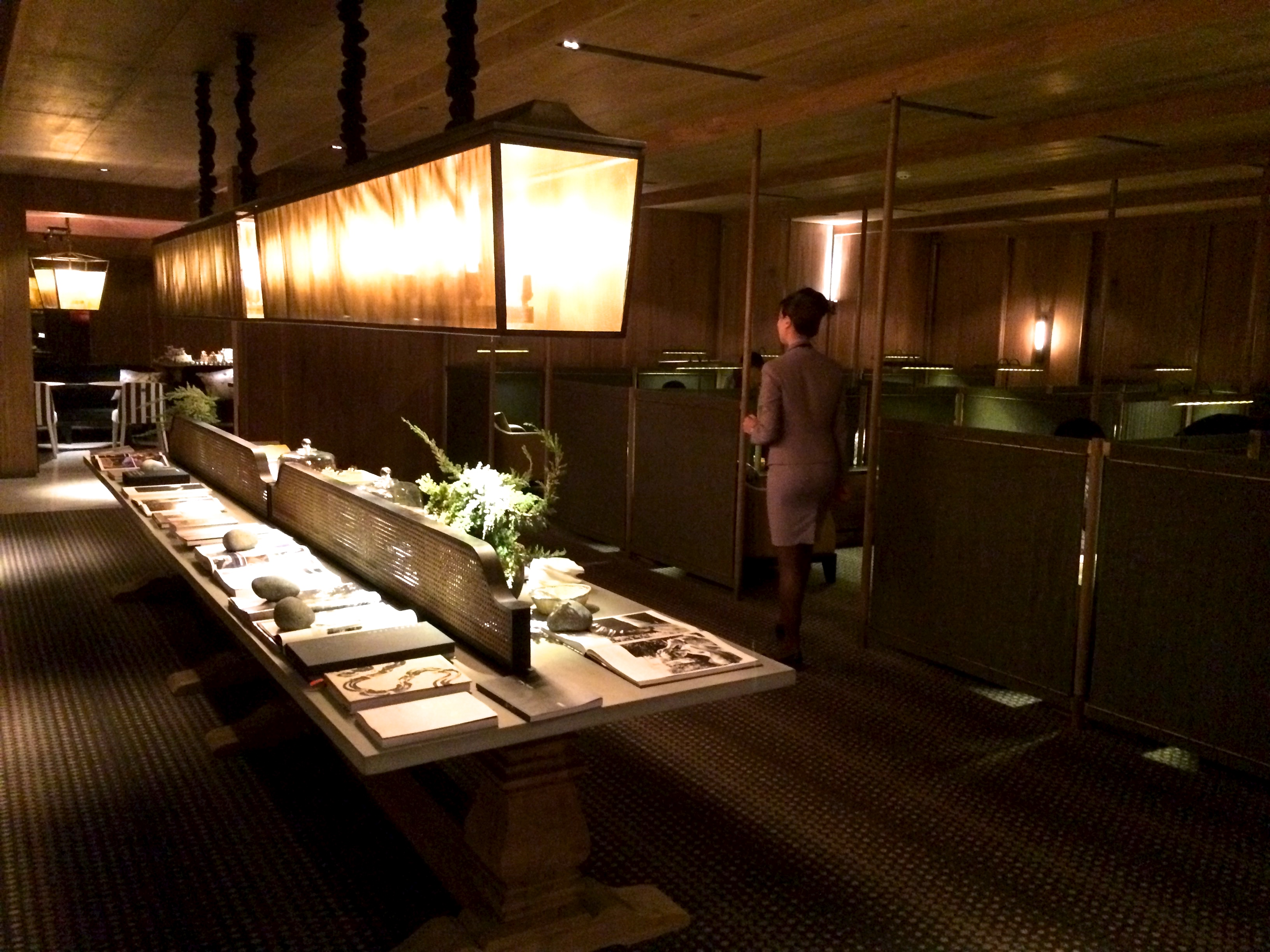
桃園機場第一航廈貴賓室

中華航空在全球主要目的地的機場設有機場貴賓室，貴賓室英文名為「Dynasty Lounge」，提供商務艙以及持有華航晶鑽卡、翡翠卡和金卡還有天合聯盟超級菁英會員和菁英會員的乘客使用。中華航空的旗艦貴賓室位於桃園國際機場第一航廈和第二航廈，備有獨立的休息室。2012年起，華航於桃園國際機場第二航廈管制區外除了貴賓室外另設有更為高檔的“梅苑貴賓室”，專門給頭等艙與華航晶鑽卡會員使用。而其他的貴賓室會與合作的航空公司共同營運。中華航空機場貴賓室服務都會提供飲料、商務辦公設施、電視及報章雜誌及世界各國出入境卡以及盥洗設施，供乘客候機及轉機時使用 。另有特別登機手續的設施提供給持有晶鑽卡及天合聯盟超級菁英會員的乘客使用。
而目前擁有中華航空及華信航空之（晶鑽卡）或（翡翠卡）之會員也均可同步享有天合優享之服務。

### 艙等服務
中華航空全機隊中，777-300ER及A350-900XWB機隊全艙等均由陳瑞憲設計師操刀，以「宋代美學」為設計主軸。A321neo、787 Dreamliner機隊則由新加坡航空御用客艙設計團隊「JPA Design」操刀，以「東方美學」及「在地風華」的客艙設計，主要以「華航企業識別-藍色」、「蝴蝶光影」、「海洋波紋」作為主軸，寓著「福疊」之意。華航新世代客機標配「柿木紋」元素，襯托「東方文學」的意象感。
另外，於2024年3月16日上線的B-18919則沿用原北歐航空服役時期的客艙產品，並非自有機「宋代美學」客艙風格。
- 豪華商務艙：是中華航空在2014年推出的全新「宋代美學」商務艙。777-300ER、A350-900XWB採用最新的反魚骨式座椅佈局（選用Collins Aerospace Super Diamond®座椅產品），A321neo則採用最新的區域線全平躺座椅佈局（選用Stelia Elysium座椅產品），除了華夏艙和尊爵華夏艙的原有規格如水平式臥床、LED閱讀燈、手提電腦電源（供電制式：AC-110V/60HZ）等外，也加大旅客座椅寬度與長度，分別達到65公分與210公分。豪華商務艙目前僅有配置在波音777、A350-900XWB、787 Dreamliner以及A321neo客機上，在777、A350 XWB及787 Dreamliner客機上提供1-2-1的座椅排列，A321neo則提供2-2排列。該艙等在常見的商務艙佈置之外，於777、A350 XWB上額外佈設了空中酒廊，分別命名為「Sky Lounge」（777-300ER）以及「Sky Bistro」（A350-900XWB），並提供台灣產烏龍茶及各類點心供商務艙旅客取用。
  - 座椅規格
    - 「梅苑商務艙」（Dynasty Supreme Business Suite）※暫定
      - 787 Dreamliner、A350 XWB、777-9（2027年式樣）：Safran Unity Elite或Collins Aerospace Elements First（第10排）※帶獨立拉門設計

    - 「豪華商務艙」（Premium Business Class）
      - 777-300ER、A350-900XWB（自有機）：Collins Aerospace Super Diamond®
      - A350-900XWB（B-18919）：Thompson Vantage XL（北歐航空同式樣）
      - 787 Dreamliner、A350 XWB、777-9（2027年式樣）：Safran Unity或Collins Aerospace Elements Business（第11排以後）※帶獨立拉門設計
      - A321neo：Stelia Elysium（Stelia Equinox 2D 旗艦版）

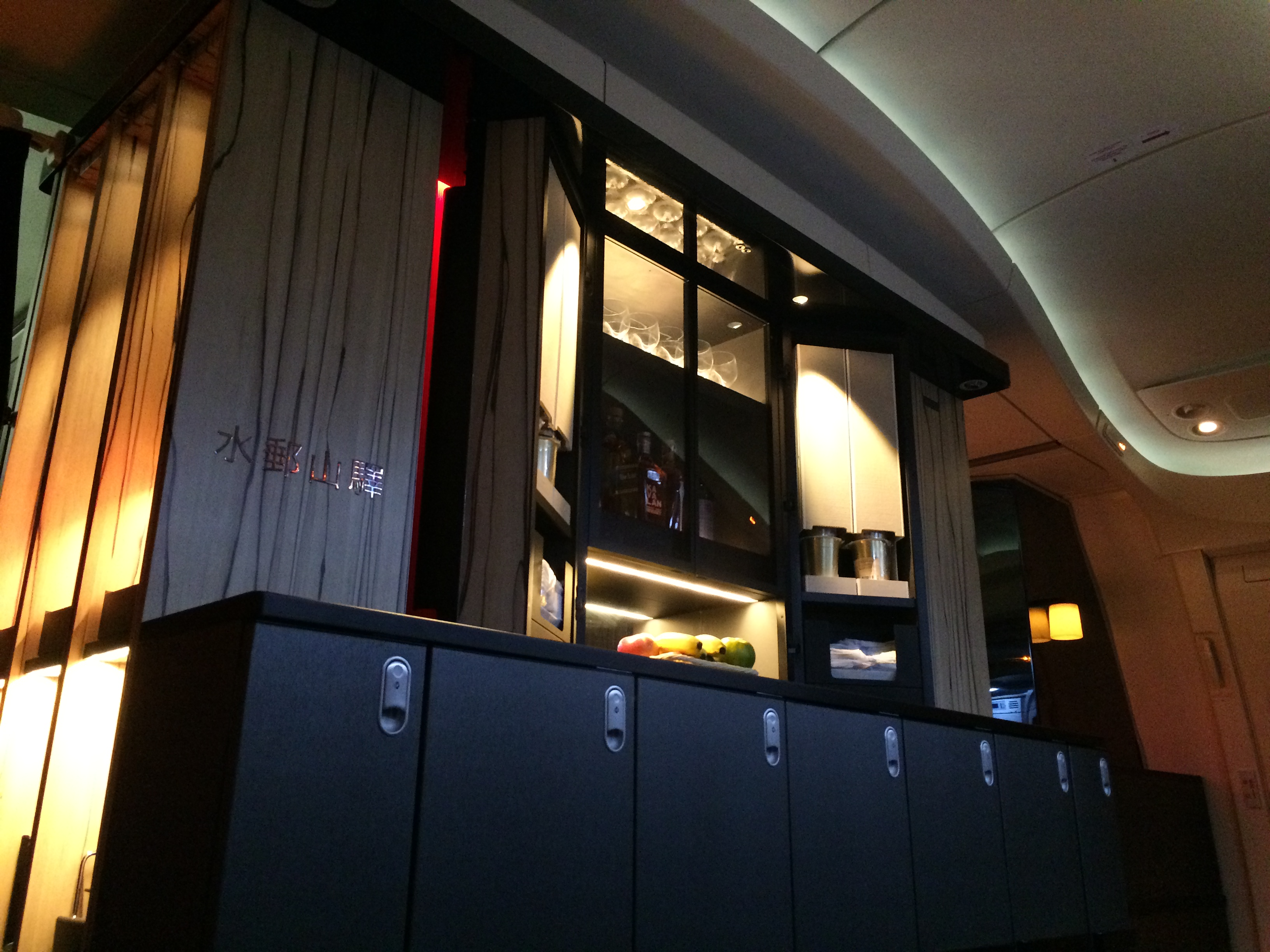
空中酒廊「水郵山驛」

- 華夏艙：中華航空的商務艙，也稱「尊爵商務艙」（Dynasty class）。此艙等較經濟艙多配有LED閱讀燈、手提電腦電源（供電制式：AC-110V/60HZ）（波音737-800除外），並除波音737-800外，全為水平式臥床。商務艙於波音737-800及空中巴士A330-300上提供，商務艙的座位在波音737-800上是2-2的組合（僅提供class B，椅背僅可下傾172度斜平躺），在A330-300上為2-2-2的組合，每個座椅間距達60吋（152公分）。
  - 座椅規格（僅列已知座椅型號及款式）
    - A330-300：Angled Flat Seats（B-18358～B-18361採用與B-16331～B-16333同式樣產品）
- 豪華經濟艙：是中華航空隨波音777-300ER引進而於2014年推出的全新艙等，介於經濟艙與商務艙之間。選用Safran Airgo FX Premium Seats豪華經濟艙座椅，採用最新的座椅規格，除了經濟艙的原有規格（配有可調式傾斜椅背、個人娛樂系統，椅背可下傾160度、個人衛星電話）外，也加大旅客座椅寬度與長度。豪華經濟艙目前僅在波音777-300ER、A350-900XWB、787 Dreamliner上配置，在777-300ER、A350-900XWB（租賃機）上是2-4-2的排列，在A350-900XWB、787 Dreamliner上則是2-3-2的排列，其中A350-900XWB（自有機）上採用2-3-2排列的豪華經濟艙更是A350 XWB上首例採用的航空公司（A350 XWB豪華經濟艙當中最稀有且罕見的配置，全球僅華航、漢莎集團A350 XWB豪華經濟艙採用此編排，其餘皆為2-4-2配置）。
  - 座椅規格
    - 777-300ER、A350-900XWB（自有機）：Safran Airgo FX Premium Seats（華航客製版）
    - A350-900XWB（B-18919）：Collins Aerospace MiQ Seats（北歐航空同式樣）
    - 787 Dreamliner、A350 XWB、777-9：RECARO R5（華航客製版）
- 經濟艙：是中華航空的最基本艙等，在每一架飛機上均有配置。新世代客機方面，777-300ER、A350-900XWB選用華航長期與賽峰集團（Safran S.A.）合作的Safran Z300經濟艙座椅，A321neo則選用Collins Aerospace Meridian Seat經濟艙座椅，除波音737-800無個人娛樂系統及衛星電話外，每個經濟艙座位均有可調式傾斜椅背、個人娛樂系統、及個人衛星電話。但座椅在新引進的波音777-300ER、A350-900XWB、A321neo以及787 Dreamliner上是採用薄型化設計的輕量化座椅，椅背均可下傾之外椅距也有32吋左右，A321neo採用薰衣草藍+灰色系真皮座椅，增加其質感，座位在A330-300上是2-4-2，A321neo、737-800上是3-3，777-300ER上是3-4-3，A350-900XWB、787 Dreamliner上是3-3-3排列。
  - 座椅規格（僅列已知座椅型號及款式）
    - 777-300ER：Safran Z300（2014）
    - A350-900XWB（自有機）：Safran Z300（2016）
    - A350-900XWB（B-18919）：Safran Z300（2019，北歐航空同式樣）
    - 787 Dreamliner、A350 XWB、777-9：RECARO CL3810（預計）
    - A321neo：Collins Aerospace Meridian Seat
    - A330-300：Zodiac 5751（B-18358～B-18361）
- 舒適經濟艙：2017年底推出的新產品，為使購買經濟艙的乘客享有更多空間，第一排及第二排右側的中間位置將鎖位不提供預訂，目前僅從臺北出發前往關島、檳城、仰光的航班適用（機型：737－800）。

- A350-900豪華商務艙之陳設
- A350-900的豪華經濟艙
- A350-900 經濟艙之陳設
- B747-400 經濟艙之陳設
- B747-400 頭等艙之陳設

### 機上雜誌
- 《Dynasty》是中華航空的機上雜誌，以紙本方式放在每個座位，因為國際上愈來愈強的環保意識，目前也有以電子型錄的方式放在每個座位。內容以中、英、日文文章為機上旅客提供世界各地以及臺灣的旅遊熱點及文化活動及機隊以及航線網及華航最新消息。此外，國際航班也提供免費的報紙和雜誌刊物，但可能會根據不同的路線而有不一樣的選擇。
- 《中華航空免稅商品雜誌》是中華航空的機上免稅商品雜誌，以紙本方式放在每個座位，因為國際上愈來愈強的環保意識，目前也有以電子型錄的方式放在每個座位。內容以中、英、日文為機上旅客介紹中華航空免稅商品，大多都在供應完機上餐點之後才開始進行販售。有些時候遭遇較顛簸之氣流時，會停止免稅商品販售或不販賣免稅商品。

### 機上娛樂

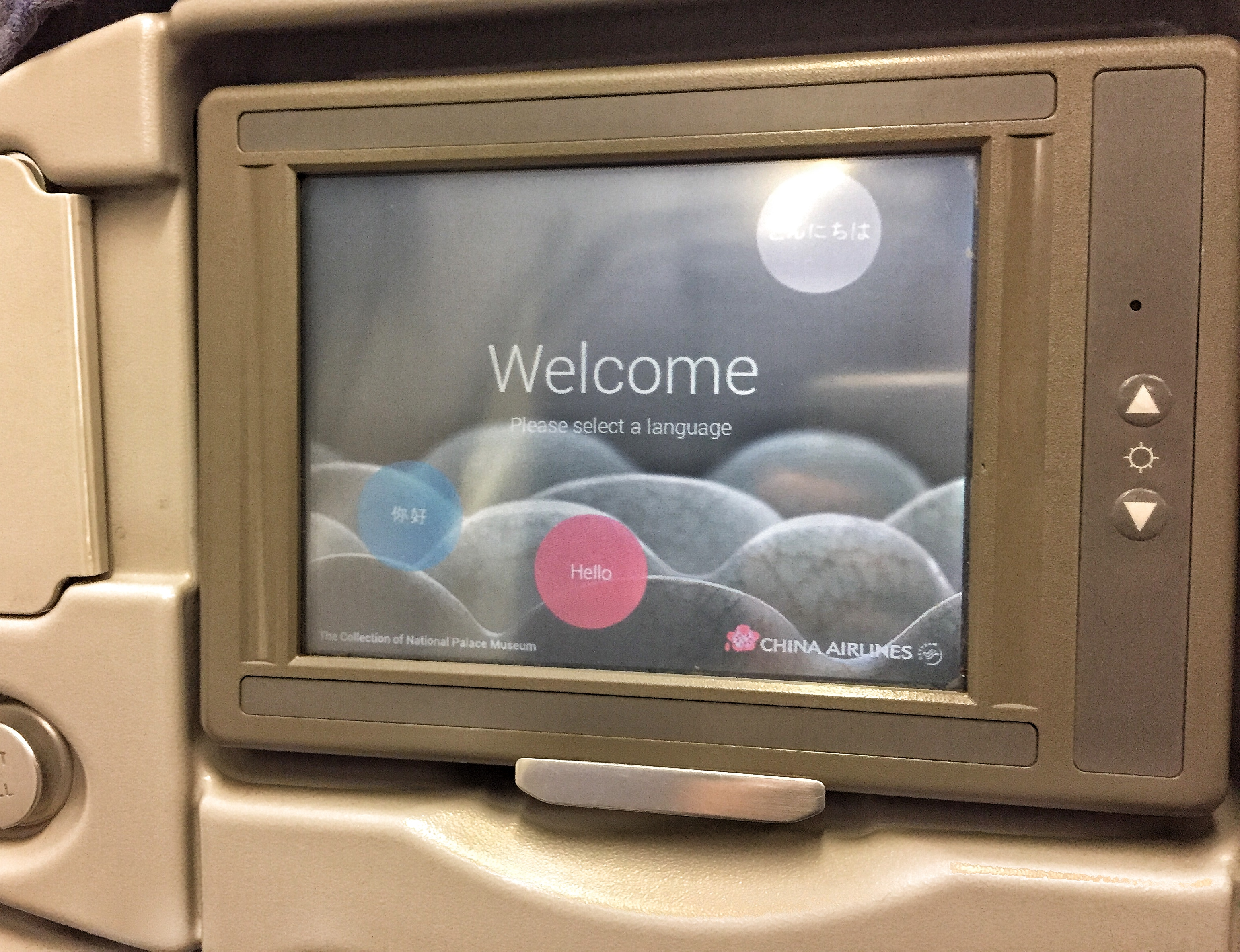
中華航空「繽紛世界」機上娛樂系統

「繽紛世界」是中華航空的機上娛樂系統，搭載在A330-300、A350-900、A321neo、波音787-9和波音777-300ER的各個艙等，主要提供三種語言服務：中文、英文和日文。這個自選互動式娛樂系統提供了超過140部電影、電視短片、互動式遊戲和超過1100個音樂專輯。系統以中文、英文、日文、閩南語及客家話節目為主，也有一些德文、法文、泰文、韓文、廣東話的節目，偶而也有一些越南語以及少數民族語言的音樂頻道供選擇。另外，A330-300、波音747-400和波音777-300ER各個艙等的座椅都配有衛星電話，乘客還能用娛樂系統傳送SMS訊息和電子郵件。
華航新世代窄體客機A321neo以及2024年引進A350-900租機（B-18919）的機上個人娛樂系統以「零接觸」概念，支援AirPods等自攜式藍芽耳機連線以及手機/平板電腦遠端遙控娛樂系統等功能，迎賓畫面分別以「合歡山北峰」（婚攝英聖 Insan Photography提供，B-18919、A321neo豪華商務艙）以及台南北門 「井仔腳瓦盤鹽田」（許傑,旅行圖中提供，B-18919豪華經濟艙以及B-18919、A321neo經濟艙）作為主題。
華航已經開展空中透過手機和個人的娛樂系統或個人電腦發送簡訊和電子郵件的服務，華航將首先在2014年啟用的波音777-300ER、2016年啟用的空中巴士A350-900以及2021年啟用的空中巴士A321neo推出Wi-Fi服務，其他機型的系統雖然都已加裝完成，但是需要通過由民航局進行的測試，因此只能先從2014交機的波音777-300ER部份啟動空中Wi-Fi服務，但華航表示盡量會在2020年啟用所有機隊的空中無線網路，華航將空中無線網路命名為：Wi-Fi Onboard。收費分成1小時350元、3小時500元及24小時650元三種服務方案。
目前華航的波音737-800暫無個人娛樂系統，僅配備位於乘客頭頂上的吸頂式小螢幕，播放制式電影、電視節目，以及位於乘客座椅扶手旁的個人音樂播放系統，可自行選擇華航已內建的9個頻道欣賞音樂，2021年第4季，於波音737-800機隊引進「Fantasy Sky 無線影音娛樂系統」，可於開啟飛航模式之手機、平板於客艙內進行機上娛樂等服務（B-18655、B-18656不提供此服務）。

### 機上餐點

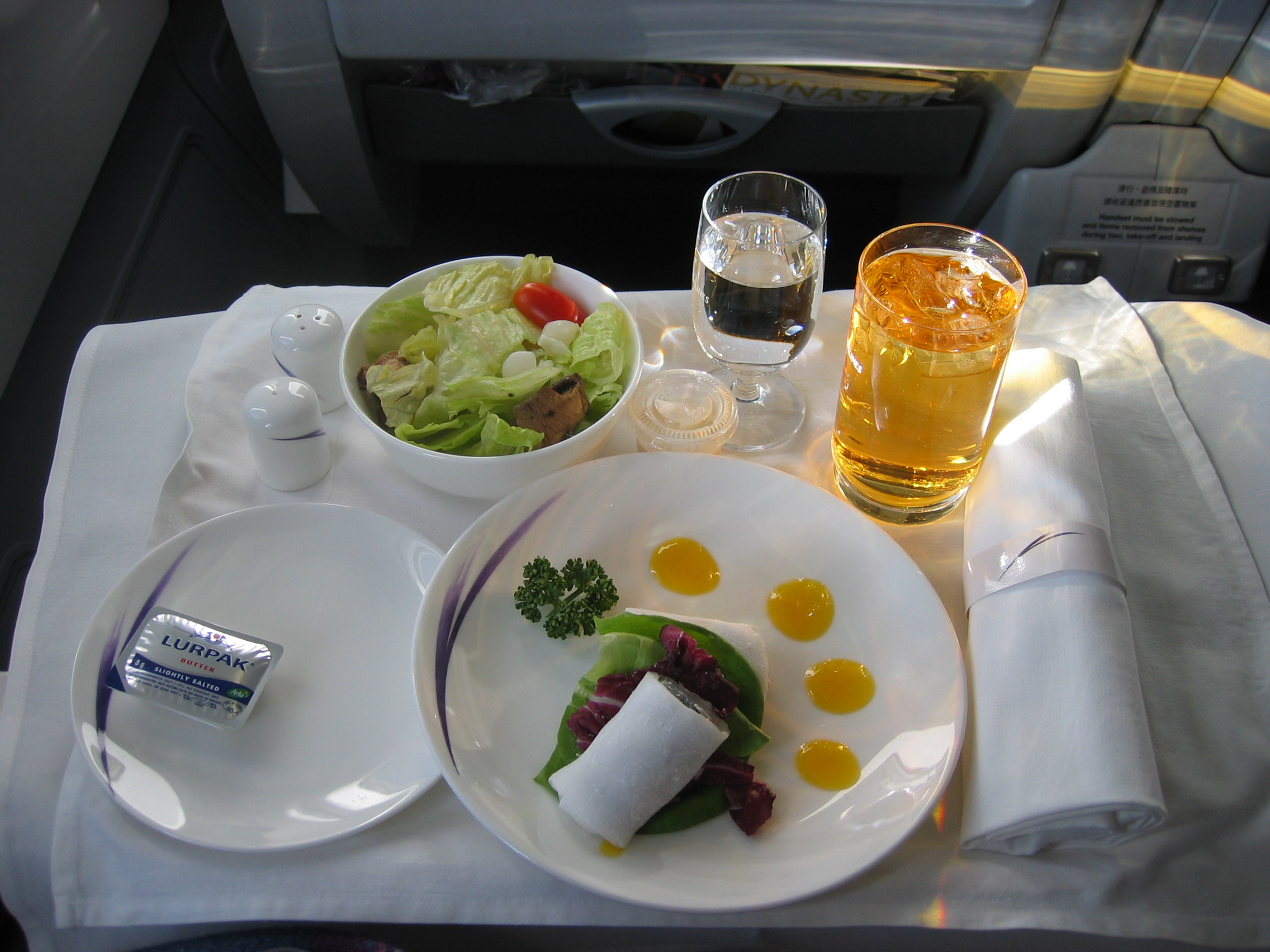
商務艙餐點

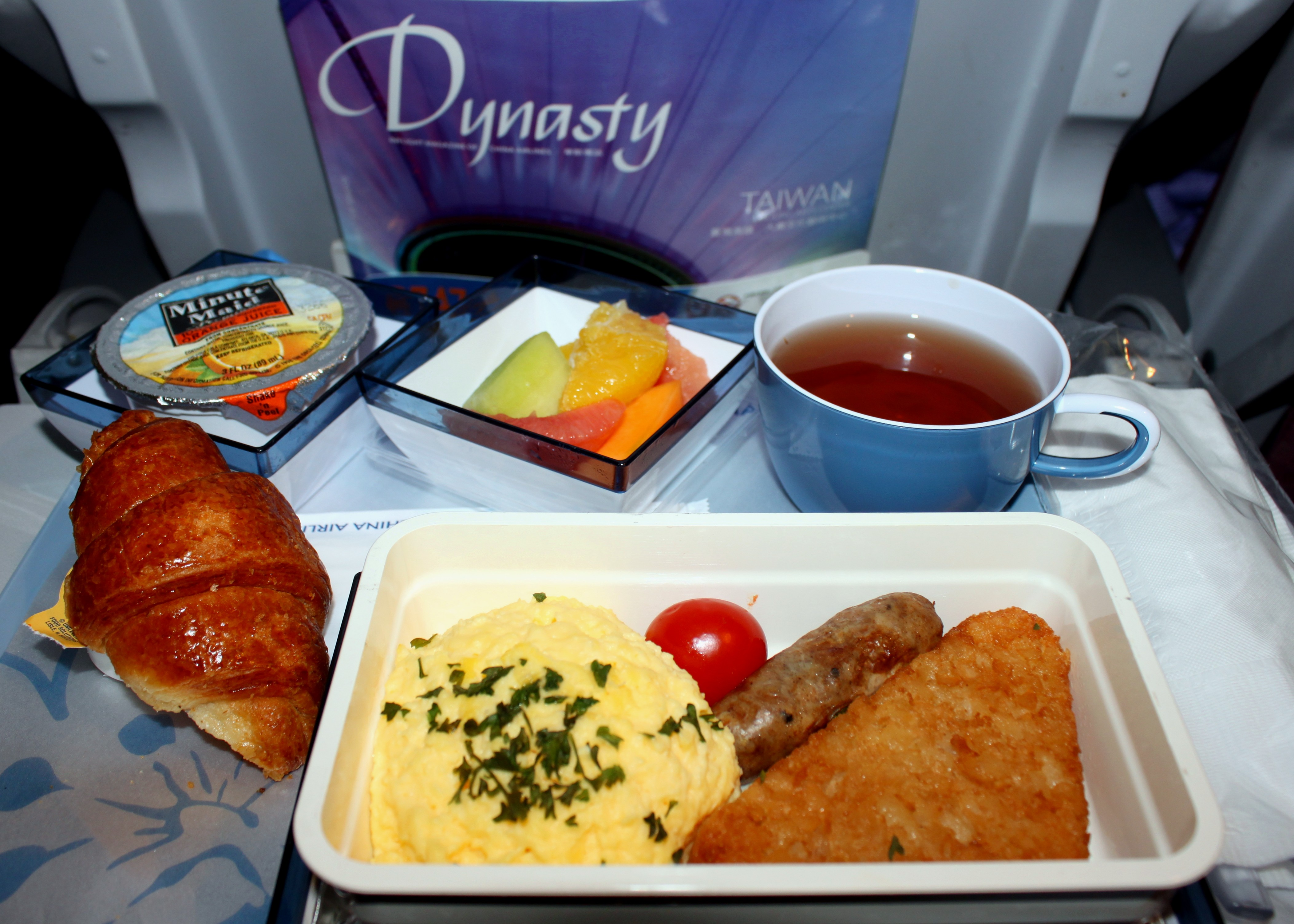
經濟艙餐點

中華航空的機上餐點大部份均由華膳空廚負責製作，在所有自行執飛的航班上均提供多樣化的膳食及飲品，根據艙等、目的地和飛行時間有不一樣的選擇，通常提供的餐點有西式與中式料理，所有航點均會有季節性菜單調整。頭等艙、尊爵華夏艙、華夏艙、豪華商務艙、豪華經濟艙的乘客均可根據目的地預先網路訂餐選擇主菜。但共用班號的航班則無法適用。
另外，與其他國際性航空公司相同，也提供特殊的防止過敏餐點、嬰兒餐、兒童餐、印度素食餐、素食餐、印度教餐、伊斯蘭教餐、猶太教餐、低鹽餐、低脂肪餐、低卡路里餐、水果餐等特殊餐點，這些餐點均需要提前於起飛前48小時前預約或再次確認，否則提前預訂的特殊餐點有可能被取消。

## 員工制服
中華航空目前共有推出十四代的員工制服，所由制服均為旗袍為華航成立至今的傳統
第一代：1962年－1966年，當時仍無座艙及員工分級制度，所有空服員統一穿著深藍色與白色的傳統式旗袍，也立下了華航的制服旗袍傳統。
第二代：1966年－1967年，當時仍無座艙及員工分級制度，所有空服員持續統一穿著第一代的傳統式旗袍，但將白色旗袍取消僅剩深藍色旗袍，且將深藍色改的淺色些許。
1967年因應華航第一架噴射客機－波音727的啟用，有一段時間服務波音727的空服員會換上代表喜慶開航的鳳仙裝，共有寶藍色、鮮黃色、米白色、淡綠色及鮮紅色五種，其中米白色是座艙長專用色，華航也在波音727開始導入較高階的商務艙配備。
第三代：1967年－1969年，雖已經有分級客艙制度，但全體空服員依舊統一穿著淡藍色旗袍，僅能從名牌及袖口邊緣的縫線顏色看出職級。從這一代制服也開始推出機上服務專用旗袍，共有金黃色、桃紅色和綠色三種，其中金黃色是座艙長專用色。
第四代：1969年－1971年，華航特地在此次新制服上做出職級分別，座艙長為淡藍色旗袍，空服員則是橘色旗袍。
第五代：1971年－1973年，此次華航首次採用對比色進行旗袍配色，且為了空服員工作方便首次改為改良式旗袍，雖已經有分級客艙制度，但全體空服員依舊統一穿著深藍色旗袍，迎賓時更規定需穿著鮮紅色旗袍式外套。這次新制服同樣僅能從名牌及袖口邊緣的縫線顏色看出職級。
1973年時，曾因特殊原因華航將所有深藍色旗袍顏色改淺，並印上當時的華航企業識別，使得華航成為當時讓員工穿上企業識別的公司之一。
第六代：1973年－1975年，上一代制服因乘客抱怨無法辨認職級，因此又在此次新制服更新時改成多色系旗袍配色，其中粉紅色是座艙長專用色，空服員則是淡藍色。
第七代：1975年－1977年，華航制服在此次換裝有了大改版，一直以來都是單一色的制服改為同一色系多漸層式配色，共有綠色漸層及咖啡色漸層兩種選擇。
第五代至第七代皆使用同一套頭等艙迎賓旗袍，共有藍色及紅色兩種，但顏色外又有許多不同的花紋，這間迎賓服也是華航最後一套迎賓服，接下來都直接穿全套制服迎賓。
第八代：1977年－1983年，華航制服在此次換裝又有了大改版，從多層次配色回歸對比的配色方式，此次空服員首次有兩種制服顏色可以選擇，分別是紅色旗袍配淺灰色外套以及米白色旗袍配咖啡色外套，座艙長則是淺藍色旗袍配深藍色外套。因應開航高緯度的歐洲國家－荷蘭，首次增加淺咖啡色大衣設計。
第九代：1983年－1988年，這次換裝更偏向傳統旗袍，此次空服員也有兩種制服顏色可以選擇，分別是身著淡粉紅色旗袍配暗紅色旗袍外套以及淡藍色旗袍配深藍色旗袍外套。座艙長則是首次有兩種制服顏色可以選擇，旗袍與空服員全數相同但搭配亮紅色或深藍色套裝外套。
第十代：1988年－1991年，此次制服更新首次增加套裝設計，此次空服員也有兩種制服顏色可以選擇，分別是白色襯衫及紅色套裝裙配紅色外套以及白色襯衫及深藍色套裝裙配深藍色外套。座艙長則一貫走旗袍路線，分別是紅色旗袍配紅色旗袍外套以及深藍色旗袍配紅色旗袍外套。
第十一代：1991年－1995年，此次制服更新進行旗袍和套裝外套的混合，並將第九代制服顏色改淡後進行融合。
第十二代：1995年－2007年，華航更換全新的「紅梅揚姿」企業識別後更換制服，全體女性空地勤人員均穿著藍紫色系旗袍，但座艙長及地勤督導的外套及背心顏色較深，空服員及地勤人員則顏色與制服相同。全體男性空地勤人員均穿著藍色系西裝，但座艙長及地勤督導的領帶顏色較深，空服員及地勤人員的領帶顏色較淺。
第十三代：2007年－2015年8月9日，華航為了更換新氣象特別更換制服，女性客艙經理及地勤督導和2011新設的空服經濟艙事務長階級均為絲絨紫色系旗袍，空服員及地勤人員則是紫雲灰和山梅紅色系旗袍。男性客艙經理及地勤督導和2011新設的空服經濟艙事務長階級均為絲絨紫色西裝及背心，空服員及地勤人員則是深藍色西裝和背心。
第十四代：2015年8月10日起，華航全數更換人員制服。也是目前的制服。女性客艙經理及地勤督導為深灰配米白色系旗袍，事務長/窄體客機代理客艙經理制服為深咖啡配深藍色系旗袍，空服員及地勤人員為淺灰配亮紅色系旗袍。男性客艙經理及地勤督導的制服為深藍配淺咖啡色西裝，事務長/窄體客機代理客艙經理的制服為淺咖啡配黑色西裝，空服員及地勤人員的制服則是黑配亮藍色西裝。地勤人員因制服生產不及，延後至2015年9月1日才更換。2025年1月1日，正式推出女性一線服務人員的褲裝制服，順應全球航空業趨勢，打破了女性制服以裙裝為主的傳統模式。此次變革讓空服員、地勤人員及票務員可根據個人意願與工作需求，自由選擇褲裝或裙裝。

## 評等
Skytrax 評估
- 2003年～2010年：四星級航空公司
- 2007年、2010年、2016年：最佳進步獎
- 2003年～2017年：最佳機艙清潔、最佳整體服務

| 年度 | 獎項                                         | 排名   |
| ---- | -------------------------------------------- | ------ |
| 2011 | 四星級航空公司                               | 不適用 |
| 2011 | 全球最佳航空公司                             | 第39名 |
| 2012 | 四星級航空公司                               | 不適用 |
| 2012 | 全球最佳航空公司                             | 第33名 |
| 2013 | 四星級航空公司                               | 不適用 |
| 2013 | 全球最佳航空公司                             | 第50名 |
| 2014 | 四星級航空公司                               | 不適用 |
| 2014 | 全球最佳航空公司                             | 第54名 |
| 2015 | 四星級航空公司                               | 不適用 |
| 2015 | 全球最佳航空公司                             | 第52名 |
| 2016 | 四星級航空公司                               | 不適用 |
| 2016 | 全球最佳航空公司                             | 第37名 |
| 2017 | 四星級航空公司                               | 不適用 |
| 2017 | 全球最佳航空公司                             | 第35名 |
| 2018 | 四星級航空公司                               | 不適用 |
| 2018 | 全球最佳航空公司                             | 第35名 |
| 2018 | 全球最佳航空公司地勤服務                     | 第6名  |
| 2018 | 全球最佳航空公司商務艙座椅                   | 第5名  |
| 2018 | 全球最佳航空公司商務艙貴賓室（台北桃園機場） | 第10名 |
| 2018 | 全球最佳航空公司豪華經濟艙座椅               | 第5名  |
| 2019 | 四星級航空公司                               | 不適用 |
| 2019 | 全球最佳航空公司                             | 第34名 |
| 2019 | 全球最佳航空公司空服員                       | 第10名 |
| 2020 | 四星級航空公司                               | 不適用 |
| 2021 | 四星級航空公司                               | 不適用 |
| 2021 | 全球最佳航空公司                             | 第38名 |
| 2022 | 四星級航空公司                               | 不適用 |
| 2022 | 全球最佳航空公司                             | 第42名 |
| 2023 | 四星級航空公司                               | 不適用 |
| 2023 | 全球最佳航空公司                             | 第41名 |
| 2024 | 四星級航空公司                               | 不適用 |
| 2024 | 全球最佳航空公司                             | 第44名 |
| 2024 | 全球最佳航空公司空服員                       | 第20名 |
| 2024 | 全球最佳航空公司機艙清潔                     | 第9名  |
| 2024 | 全球最佳航空公司地勤服務                     | 第11名 |

IOSA認證
- 2004～2022年：均通過安全查核認證
- 2006～2022年：均通過地勤代理品質認證
- 2014～2022年：通過IATA內部更為嚴格的E-IOSA認證，是目前台灣唯一通過之航空集團（以集團作單位）

IOSA認證是每雙數年查核一次。下次查核時間是2024年
日本航空
- 2006～2017年：最佳外站地勤代理

《Aviation Week》雜誌
- 2011、2015～2017年：「全球最佳航空公司」第10名

DJSI道瓊永續指數
- 2016~2022：入選新興市場指數(2022年全球航空業評比第一)

中華民國企業環保獎
- 2013：第22屆中華民國企業環保獎服務業環保獎
- 2014：第23屆中華民國企業環保獎服務業金級獎（該獎首度區分金銀銅級）
- 2015：第24屆中華民國企業環保獎服務業金級獎暨環保獎座

國家企業環保獎
2022：第四屆國家企業環保獎巨擘獎
國家企業永續獎
2022：國家企業永續獎
台灣永續能源基金會台灣企業永續獎(TCSA)
- 2014：報告書金獎、氣候領袖獎、創新成長獎、創意溝通獎
- 2015：報告書金獎、氣候領袖獎、創新成長獎、創意溝通獎
- 2016：報告書金獎、氣候領袖獎

## 評等目標
Skytrax 評估
- 持續獲得最佳機艙清潔、最佳整體服務、最佳進步獎
- 四星级航空公司

IOSA認證
- 持續通過安全查核認證以及E-IOSA認證

ISO 14001認證
- 持續通過國際環境管理系統標準認證

ISO 50001認證
- 持續通過國際能源管理系統標準認證

ISO 14064認證
- 持續通過國際溫室氣體管理系統標準認證

## 意外事故
中華航空在20世紀末的飛航安全紀錄不佳，1980年代到2000年代初期發生多起重大的飛安事故，甚至坊間流傳著「華航四年大限」的說法。由於華航在成立初期的飛行員大都來自中華民國空軍退役飛行員，駕駛艙內仍帶有「機長即學長」的濃厚軍方文化色彩。從空軍到航空公司，中間的轉訓及考核時間大約是10至15年，1978年的中美斷交使得中華民國和美國的軍事合作消失，空軍的資源變少從洋訓變成“土訓”，在這個年代的空軍飛行員，又遇上不適應的新型飛機及玻璃駕駛艙時代，間接造成1990至2000年的飛安事故頻傳，甚至成為後來有華航由空軍轉民航駕駛「自強專案」實施的最主要原因。2002年，在澎湖空難後的改革下大批的華航經由遊說或關說而取得職位的高級幹部與部門經理被整肅下台，並更換為真正了解民用航空作業的管理人員，使得乘客的飛行安全得以大大提升。
為了改善安全記錄不佳的印象，自中華航空611號班機空難後，著手開始改善相關管理方針並將利用裙帶關係進入公司的主管開除，包括成為全臺首家推動安全管理系統（SMS）的航空公司。除了開始自民間招募人力進行飛行員培訓外，也在2003年來開始引進外籍飛行員，加強飛行員的訓練與淘汰及引入座艙資源管理（CRM，Crew Resource Management），也同步聘請英國籍前國泰航空飛安部副總經理主持龐大的修護體系。中華航空在最後一次造成死傷的2002年澎湖空難之後，唯一的一次嚴重意外是2007年在日本琉球的那霸機場，航班編號CI120的臺灣臺北飛琉球早班機在抵達機場停機坪時，因飛機右翼二號引擎突然起火而全毀。在此事件中無人傷亡，且事後調查證實是波音公司設計失誤導致此一意外發生。
根據德國權威「航空事故數據評估中心」（JACDEC，Jet Airliner Crash Data Evaluation Center）公佈的《2017全球飛安排名》所统计的全球900多家航空公司中，華航排行全球第60名。

### 機械故障/設計錯誤與維修失當
- 1985年2月19日，華航CI006班機，機型波音747SP（機號N4522V），由桃園中正機場飛往洛杉磯國際機場途中，途中飛機遭遇亂流造成引擎失靈熄火，之後由於一連串小故障以及設計錯誤，飛機在雲層中翻滾，兩分半鐘內下降了20400英尺。導致起落架摔出不能收回，起落架艙門擊中水平機尾造成其破裂。飛機在翻滾下降中，其速度已經超過其設計最大可操作速度，機長仍成功啟動發動機，並於9000英尺處將飛行改平，但後來由於飛機液壓全失且尾翼解体完全失控於舊金山機場迫降。
- 1986年2月16日，華航CI2265春節加班機，機型波音737-281型（機號B-1870），原訂由臺北松山機場飛往馬公機場，在降落馬公機場重飛失敗時，因起落架輪胎爆胎，墜毀於吉貝嶼附近海域，機上包含7名機組員與6名乘客，共13人全數死亡。
- 1991年12月29日，華航CI358貨機，機型波音747-200F型貨機（機號B-198），因為3號發動機的固定系統斷裂脫落，同時亦將4號發動機擊落，因而在臺北縣萬里鄉山區墜毀，正副駕駛及飛航工程師（含長程航線替換的飛行員）5人殉職。該機曾在1986年5月3日執行CI334班機任務時，遭機長王錫爵劫往中國大陸投共，後發現為設計錯誤。
- 2002年5月25日，（華航澎湖空難）華航CI611班機，機型波音747-200（機號B-18255），由於該機22年前在香港啟德機場降落曾經意外撞壞過，意外後的傷痕亦未按照波音公司規定進行修復，導致長年在高空壓力下造成金屬疲勞。而飛機由中正機場飛往香港國際機場途中，裂隙迅速擴大，於澎湖外海上空解體墜海，機上225名乘客及機組員罹難。亦因為空難發生時正值台港航權談判期間，華航唯有依從規定在空難一年內不得參與分配航權。
- 2007年8月20日，華航中華航空120號班機事故，機型波音737-800（機號B-18616），上午8點15分從台北出發，於9點半抵達日本沖繩那霸機場，降落後於停機坪等待接駁巴士時油箱漏油導致起火，並在約起火兩分鐘後爆炸。飛機起火後冒出大量濃煙，機身嚴重焚燬並斷成多截，消防員利用化學泡沫將火撲滅。日本國土交通省與華航皆表示165名乘客包括機組人員全無傷亡。事件導致美國聯邦航空局（FAA）罕見發出緊急指令要求全球航空公司緊急檢查同型號新一代737客機的止檔螺帽部份，有否相同問題發生。之後的飛航安全報告指出「事故起因於波音的設計瑕疵」，而非航空公司人為疏失導致。
- 2019年5月30日， 華航CI922班機，機型空中巴士A330-302，於香港國際機場起飛預計前往桃園國際機場，於爬升階段時一號發動機發生異常震動，組員收油門後出現引擎1油量低與引擎1起火等警告訊息，依程序執行一號發動機空中關車，並擊發滅火瓶後返航，同時向航管宣告遇險情況（mayday），航機最終安降香港國際機場，詳細原因為1號發動機於前次進廠維修其 4R 定子氣/油封安裝失準，使定子氣/油封橢圓化變形，導致與 4R 轉子氣/油封之間隙過小；在操作過程中定子及轉子氣/油封發生磨擦，並產生高溫，溫度並超出設計承受範圍，4R 轉子氣/油封的材料強度受高溫而降低，且在高速旋轉之下，向外變形擴展，進一步增加磨擦深度；嚴重磨擦及超溫導致的嚴重受損，使滑油油室之密封失效。4R 定子及轉子氣/油封受損破裂碎片撞擊 4R 轉子排氣軸封，使排氣軸封嚴重受損，HPRC 的高溫/高壓氣體失去排氣軸封隔離後進入滑油室，造成滑油室失火燃燒，燃燒的高壓高溫油氣，進入並燒穿B/C 油室管路，並從燒穿處洩出造成發動機高溫及觸發火警。
- 2020年6月14日華航一架CI202(註冊編號：B-18302)的空中巴士A330-302客機由上海虹橋飛往台北松山，在降落時主輪兩次觸地導致機上三套主飛控電腦失靈導致擾流板、反推以及自動煞車皆未啟動，並因當日機場天氣不佳，在機長手動煞車後在距離跑道末端10公尺煞停，並申請松山機場航務組利用拖車拖離跑道，全機乘客均安，本案也是此系列客機首次案例，空中巴士也在此事件後檢查旗下A330,A340的飛控電腦的設計。
- 2022年6月7日， 華航CI910班機從香港國際機場預計飛往桃園國際機場。班機起飛10分鐘後，飛機引擎訊號顯示異常 涉事機師發現事故後向地面報告飛機情況，該機師報告緊急狀態（PAN-PAN），並稱飛機右邊引擎熄火，要掉頭急降香港機場，事故無人傷亡。[30]

### 人為事故
- 1969年1月2日，華航CI227班機，機型道格拉斯DC-3 (機號B-309) ，原訂由花蓮機場經臺東豐年機場飛往高雄國際機場，途中因機長未依航路飛行，且遭遇大武山區強烈風切及亂流，最終飛機失控撞毀於大武山上，機上24人全數罹難，這是華航第一次失事。
- 1979年9月11日，華航一架機型波音707 (機號B-1834) ，於中正國際機場（今臺灣桃園國際機場）進行訓練飛行任務，於晚間十一點十七分第三次落地中正國際機場後，再度起飛約兩分鐘後，即墜落於桃園竹圍漁港的外海。事後調查顯示，該班機可能正進行飛行中發動機失效處理的訓練，但因改正不及，飛機最後失速墜海。
- 1980年2月27日，華航CI811班機，機型波音707(機號B-1826)，原訂由中正國際機場（今臺灣桃園國際機場）飛往馬尼拉國際機場，因降落時角度過大、空速過快，起落架折斷並起火，5人死亡，37人受傷，133人生還。
- 1989年10月26日，華航CI204班機，機型737-200（機號B-180），原訂由花蓮機場飛往臺北松山機場，起飛後因機長未依航路飛行撞山墜毀，機上54人全數罹難。
- 1993年11月4日，華航CI605班機，機型波音747-400（簡稱744）（機號B-165），在香港啟德機場著陸時飛機帶飄半個跑道機長打開反推的時候沒有開啟，接着機長油門全推衝出跑道落海，（漂到觀塘碼頭）23人受傷。
- 1994年4月26日，（華航名古屋空難）華航CI140班機，機型空中巴士A300-600R（機號B-1816），在日本名古屋降落時，由於負責操作的副駕駛誤觸自動重飛的開關，機長接手後錯誤解除電腦程式（將操縱桿往下壓），導致駕駛員與電腦互搶控制權然後失速墜毁，造成264人罹難，原因是因為該機沒有安裝空客的更新（只要把操縱桿下壓至33磅自動駕駛解除）而機長訓練的模擬機有安裝此更新所以導致空難。
- 1998年2月16日，（華航大園空難）華航CI676班機，機型空中巴士A300-600R（機號B-1814），自印尼峇里島飛返中正機場時，降落時有位機師意外將操控桿下壓33磅使自動駕駛解除，但機組並未察覺，此時飛機偏離下滑道，機長打算重飛而拉起機頭，機組以為自動駕駛會自行完成重飛程序，然而此時自動駕駛已解除，飛機無人控制11秒，攻角逐漸增大造成失速，隨後墜毀於鄰近道路並衝入民宅。造成機上196名乘客、機組員及地面上6人共202人死亡。
- 1999年8月22日，華航CI642班機，機型麥道MD-11（機號B-150），在颱風森姆吹襲時降落香港國際機場南跑道時。因飛機側風降落，且駕駛未注意下降速度過高，著地前沒有調平角度而右輪先著地，起落架當場折斷，緊接著右邊機翼折斷，全機向右翻滾漏油，機腹朝天並以一枚TNT的威力爆炸，造成3人罹難，213人傷。

### 天氣因素
- 1970年8月12日，華航CI206班機，機型YS-11，原訂由花蓮機場飛往臺北松山機場，降落前撞毀在銘傳商專後山，14人死亡，17人生還。
- 1982年8月16日，華航一班由樟宜機場經香港啟德機場至中正國際機場的客運航班，機型波音747，在飛往啟德機場途中遭遇強烈的晴空亂流，導致300名乘員中，2名乘客遇難，其中1名62歲新加坡籍女乘客送醫途中引發心臟病去世，另一位乘客送醫後仍宣告不治。
- 2007年5月19日，華航CI933班機，機型空中巴士A330-303，在23,000英尺高空中發動機熄火，初步認定是天氣惡劣，飛機行經雷雨區，飛機結冰速度太快。由於機長於下降前已做好所有防冰措施，因此一分鐘內，兩具引擎由系統自動點火後，即恢復正常飛行，沒有人員傷亡，飛機正常降落香港機場，誤點10分鐘。同型發動機先前在全球已發生過8次類似事件，空中巴士也發布過相關通告。

### 不明原因
- 1971年11月20日， 華航CI825班機，機型卡拉維爾 SE210（機號B-1852，出廠序號122），此機於執行CI-825臺北至香港的飛行任務時，在澎湖上空失蹤，機上正副駕駛魏步霄、巨寄萍及巴西駐華大使謬勒（Lauro Muller）等25人罹難，由於該班機在通過澎湖虎井嶼時，有地面上的民眾聽到爆炸聲，所以政府當局假定為人為因素，由臺灣警備總司令部與中華民國國家安全局主導調查，並且把目標鎖定在大阪親共華僑及左傾日人，這架飛機失事前才執行大阪經琉球到臺灣的CI-823班機。11月26日臺灣警備總司令尹俊上將下令成立「一一二零專案」，由中華民國國家安全局、交通部民用航空局、臺灣省警務處刑事警察大隊組成，並將機密等級列為極機密等級。經調查後在大阪及琉球所上機的乘客及空服人員，均無大阪親共華僑與左傾日人，最後由空中爆炸及空中解體結案，時序國家地理頻道空難特輯說明此次空難為飛機尾部金屬疲勞導致空中解體所致。(機尾疲勞空中解體為CI611 非本次班機)

### 其他因素
- 2018年10月16日， 華航CI712班機，機型波音737-800，於高雄國際機場落地時後主輪爆胎起火，詳細原因調查中。
- 2020年8月29日， 華航CI5198班機，機型波音747-400F，於桃園國際機場起飛時發生爆胎意外，詳細原因為跑道異物造成。
- 2020年11月6日， 華航CI5880班機，機型波音747-400F，從馬尼拉國際機場飛抵於桃園國際機場降落時發生爆胎意外，詳細原因調查中。
- 2022年1月28日，華航CI5240班機，機型波音747-400F，於美國當地時間上午5點10分時降落歐海爾國際機場，滑行時因大雪地面濕滑，航機碰撞地面裝備造成引擎嚴重受損，詳細原因還待調查。
- 2024年1月20日，中華航空一架自台北飛往香港的航班「CI919」，爬升至巡航高度(FL360)後因故障掛出國際通用應答機代碼"7700"，並在緊急下降至約1萬英呎後返回台北[31]。
- 2025年4月13日，中華航空一架空中巴士A350 編號:B-18908，從桃園飛往新加坡班機(CI753)，在巡航高度FL390單發動機失效緊急下高到FL240後掛國際通用應答機代碼[7700]；然而該航班並沒有選擇在附近的機場降落，而是選擇調頭飛行3小時回臺灣並緊急備降高雄小港機場，最終該航班駕駛尚未請求地面支援，但後續請消防車隊於33機坪待命。

## 事年表

### 成立初期
1959年
- 12月16日，華航正式成立，當時資本額約新台幣40萬元，員工26人，機隊僅三架飛機。

1962年
- 華航開闢臺北—花蓮航線，為其第一條國內航線。

1966年
- 華航開闢臺北—西貢（今胡志明市）航線，為其第一條國際航線。

1979年
- 隨著中正國際機場（現臺灣桃園國際機場）完工，華航將樞紐從松山機場移至桃園機場，並且開始了長途飛行的航班（北美洲）。

1983年
- 華航首航歐洲，由臺北經曼谷飛往阿姆斯特丹。

1988年

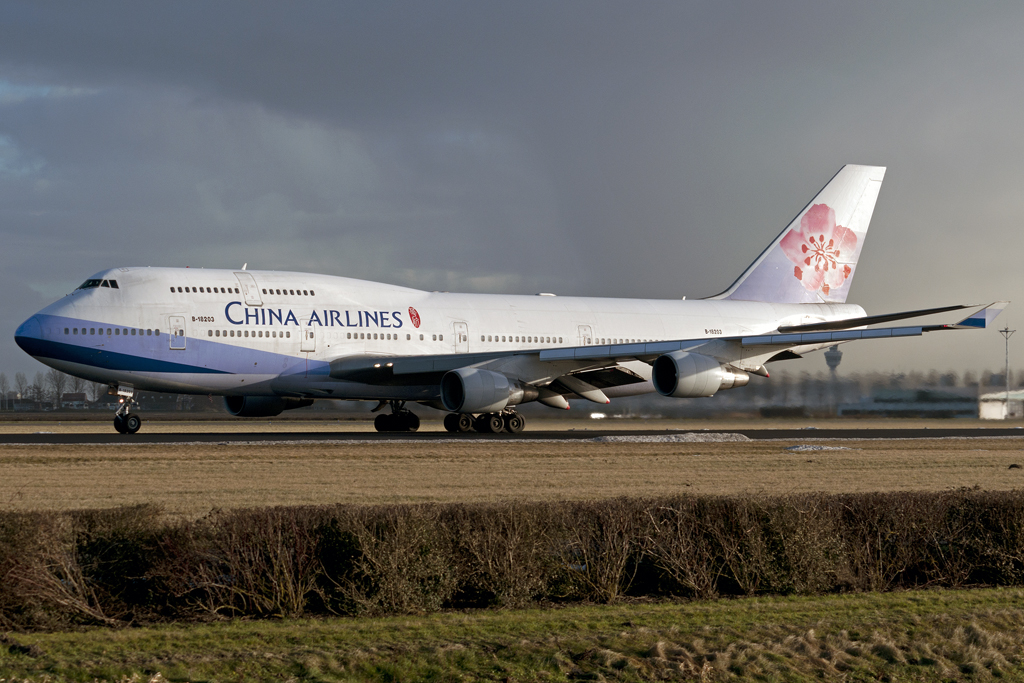
華航747-400客機於史基浦機場滑行道（B-18203）

- 華航27位股東捐出股權，成立「財團法人中華航空事業發展基金會」，成為華航最大股東。

1991年
- 6月1日，華航與和信集團合資組成華信航空，當時以經營國際航線為主。

### 民營化
1993年
- 2月26日，華航正式於臺灣證券交易所股票上市（股票代號：2610），成為臺灣第一家股票上市的航空公司，也象徵華航開始從國營航空公司走向民營化。

1995年
- 華航正式啟用以第三代企業標誌「紅梅揚姿」為主的企業識別系統。

1998年

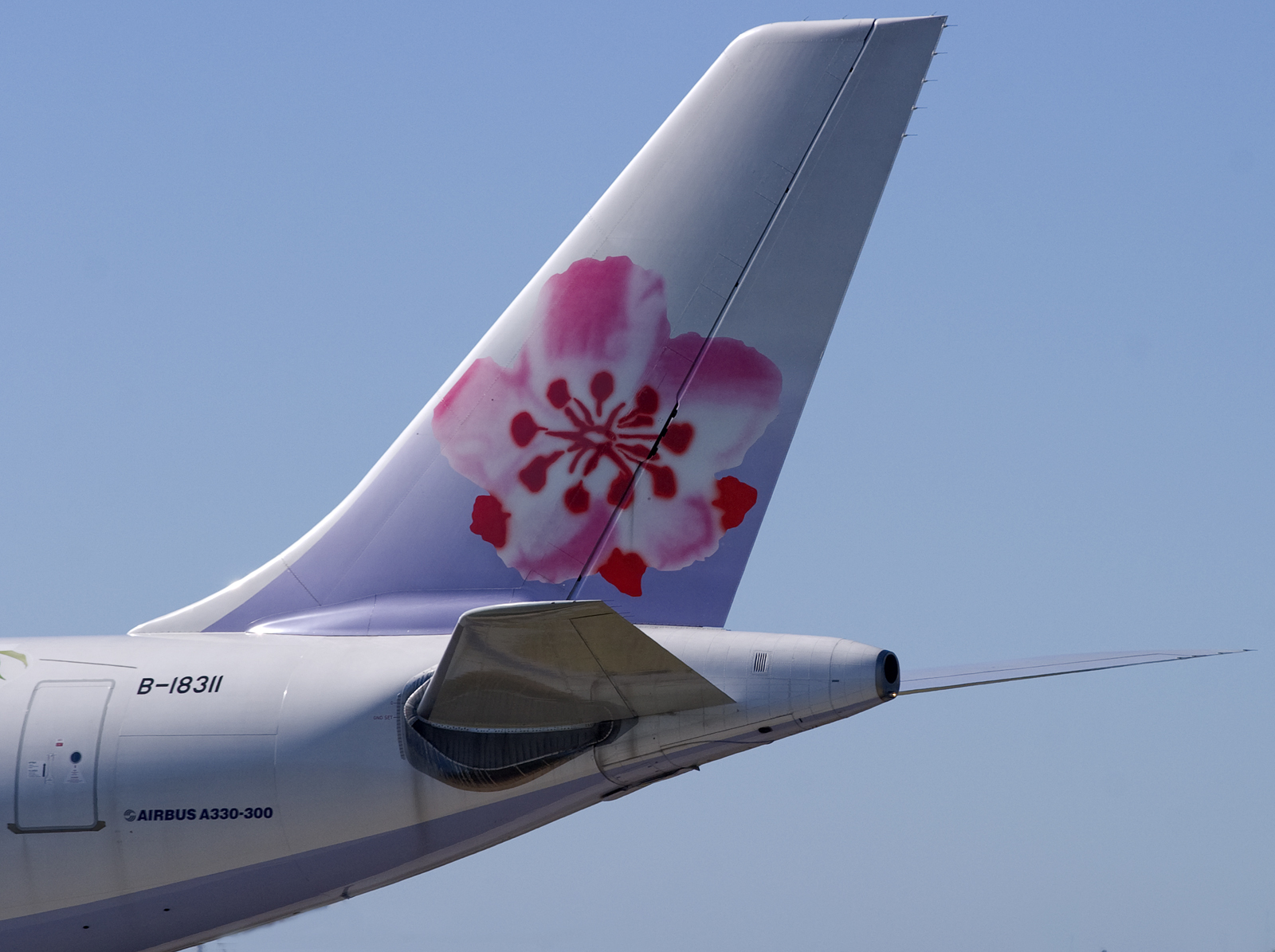
潑墨梅花為華航象徵（B-18311）

- 華航將其經營的臺灣內航線轉交子公司華信航空，華航至此專營國際航線，華信則轉為經營國內航線與區域國際航線。

1999年
- 華航收購專營國內航線的國華航空，並於該年8月8日將國華航空併入華信航空。

### 2000年代
2006年
- 9月20日，華航與民用航空局簽訂「台灣桃園國際機場航空事業營運中心興建營運契約」，包括3年的興建期及47年的營運期。該案是以原桃園機場過境旅館舊址，改建成3棟大樓，分別為新營運總部、訓練及派遣中心，以及一座與法國雅高（Accor）旅館集團合作的全新機場旅館。
- 12月25日，中華航空以無發現事項（no finding）的零缺失查核結果再次通過國際航空運輸協會（IATA）的作業安全查核（IOSA）重新認證，為期兩年[32]。

2008年
- 7月4日，臺灣與中國大陸之間中斷60年的定期航線重新開啟，首班飛機由華航CI-7957航班、機型空中巴士A330-300，上午7:30由臺北桃園飛往上海浦東，開啟了兩岸直航的序幕。

2009年
- 11月26日，華航在桃園機場的新營運總部「華航園區」開始營運。

### 2010年代
2011年
- 9月28日，華航舉行加入天合聯盟儀式，成為天合聯盟第15個成員。華航的會員資格從9月29日凌晨0時（台灣時間）起正式生效。
- 11月11日，中華航空開放私募股權，而空中巴士的母公司EADS藉轉投資持有中華航空10%股權，是第二大股東（僅次華航集團的65%），並打算配合桃園航空城計畫在台成立維修中心。

2012年
- 6月26日，華航與行政院環保署、國科會、國立中央大學合作推動的「太平洋溫室效應氣體觀測計畫」（Pacific Greenhouse Gases Measurement Project），並在註冊編號:B-18806的A340-300客機上，安裝了IAGOS全球觀測系統（In-service Aircraft for a Global Observing System），成為亞洲第一家航空公司參與IAGOS計畫、並投入溫室氣體檢測的航空公司，更是全球第一架安裝了IAGOS檢測系統的客機，此客機將進行跨太平洋蒐集並分析高空氣體的汙染指數。此機外觀有明顯的空服員抱著地球的圖案。
- 7月1日，華航旅客服務電話（客服專線）改為「412-9000」[33]。
- 11月1日，中華民國國民赴美免簽證生效，華航CI-006台北-洛杉磯航線成為該日赴美首飛班機，華航高層及美國在台協會官員均親赴機場恭賀，當日班機載客率為滿載。
- 12月1日，華航與GE航空集團簽署OnPoint燃油減碳解決方案協議。

2013年

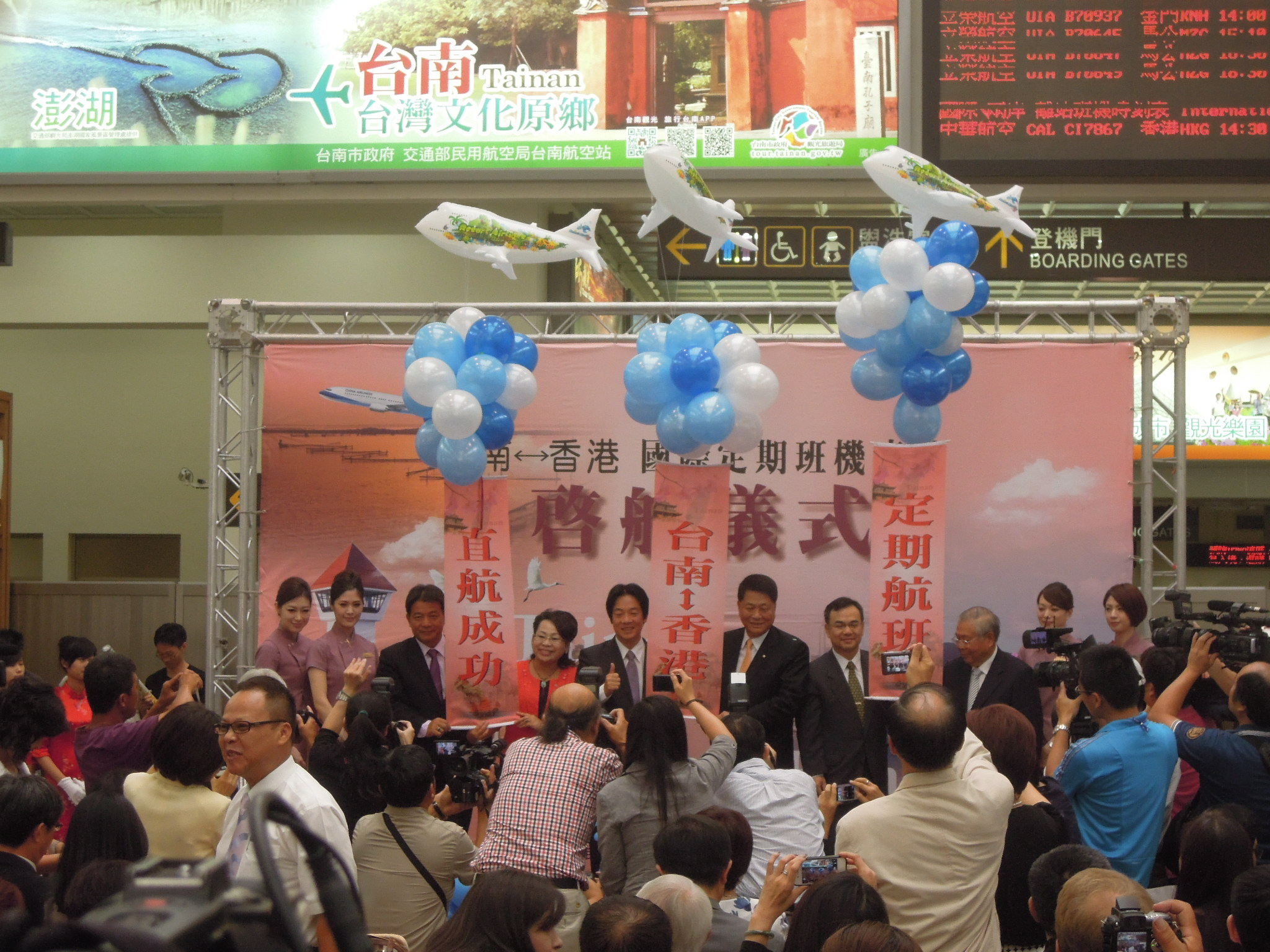
台南市長賴清德，台南市議會議長賴美惠、副議長郭信良，中華航空董事長孫洪祥於台南機場共同主持華航臺南－香港航線首航儀式（2013年7月18日）

- 1月3日，華航與同為天合聯盟成員的中國南方航空、中國東方航空、廈門航空合作，推出兩岸航線互享優惠的「大中華攜手飛」計畫[13][14]。
- 3月17日，華航再次擔綱總統專機任務，馬英九總統及隨行媒體搭乘華航專機由台北直飛羅馬參加教廷參與新教宗方濟的儀式，以及和教廷加強聯繫的旅行。（一般以台北-德里-羅馬營運）
- 5月25日，華航開闢第一條嘉義出發不定期國際包機：嘉義－靜岡包機以波音737-800型客機飛航，滿載158位旅客前往靜岡。華航是嘉義機場首家飛航國際包機的航空公司。
- 7月18日，開辦臺南－香港，為臺南機場首條定期國際線。
- 10月11日，華航擔任全球首例飛航同名機場之包機服務：臺北松山機場－日本松山機場，以波音737-800型客機飛航，滿載可載158位旅客前往[34]。
- 12月16日，華航和新加坡老虎航空合資成立廉價航空子公司——台灣虎航。

2014年
- 3月31日，中華航空之臺南－香港航線調整由旗下華信航空的Embraer-190機型運載，並增班至每日飛航一班

2015年
- 6月12日，華航發表全新制服，由榮獲11項金馬獎美術服裝大獎、入圍奧斯卡金像獎最佳服裝設計的張叔平大師首度跨界設計，將在8月10日更換。
- 法國巴黎國際航展於6月15日至21日於巴黎北郊布爾歇（Le Bourget）機場盛大舉行。中華航空新世代777-300ER客機獲波音公司邀請參展。
- 10月28日起中華航空開航臺南－大阪／關西每週2班（每週三、六），機型為737-800

2016年
- 3月25日，華航台南－香港航線重新調整由737-800機型飛航，飛行班次仍是每日1班。此條航線也重新提供商務艙服務。
- 5月25日，華航成為亞洲傳統航空公司首例，將票價切割出機位、行李等內容，壓低票價對決低成本航空。首個試行航點為桃園飛東京成田，來回未稅價5,100元起。今日上線且不含托運行李費用、且全採網路訂購不能退票，將少部分座位改成有如低成本航空的營運操作模式。
- 7月15日，華航成為中華民國籍航空公司將免費托運行李限額放寬的首例，在亞洲、歐洲、大洋洲所有航線將經濟艙免費托運行李限額由單件20公斤上調至30公斤，豪華經濟艙則從單件25公斤上調至35公斤，商務艙則從單件30公斤上調至40公斤。但此調整不包含美洲航線及其海外屬地（如關島、夏威夷）
- 9月19日，入選美國道瓊永續發展指數DJSI新興市場類組。
- 10月1日，華航首次減少亞洲、歐洲、大洋洲所有航線的行李超重費用。以日本為例，10月起超重費由現行每公斤15美元調降至每公斤6美元；長程線歐洲部分，原超重每公斤需加收50美元，10月起僅加收每公斤15美元，降幅高達70％。但此調整不包含美洲航線及其海外屬地（如關島、夏威夷）

## 爭議

### 名稱爭議
在陳水扁政府於2006年就要中華航空改名「台灣航空」或「福爾摩莎航空」。而中華航空企業工會表示改名牽扯烤漆、人力、商標等成本，超過新台幣10億元。
2016年7月17日，蔡英文政府於民主進步黨全國黨代表大會中，美西黨部主委楊琬柔臨時提案，強調中華民國護照改用Taiwan、中華航空等中華民國公營事業正名為「Taiwan Airlines」。時任中華民國總統兼民主進步黨主席蔡英文全都裁示，交付中央執行委員會研議。
2020年4月，中华民国在嚴重特殊傳染性肺炎疫情中捐贈了口罩援助世界多國，卻因中华民国的英文國名「Republic of China」中的「China」（中國），多次遭誤認為是对岸的中華人民共和國（People's Republic of China）。此事讓中华民国國內掀起中華航空及護照正名的討論。中華民國立法院於28日針對此案進行處理，在朝野各黨均無異議之下，此案順利逕付二讀，並須交付黨團協商。

### 勞工爭議

#### 欠薪
2005年11月4日，由於勞動條件急遽下降，空服員長期超時工作，華航資方積欠空服員加班費達上千萬新台幣，歷經84次協商都無結果。近140-150名以空服員為主的華航員工，為抗議超時工作又無加班費，包圍華航總部進行抗爭。

#### 片面更改勞動契約
2015年1月起，還是因華航空服員長期超時工作，且不滿公司年終獎金安排，全數會員均為空服員的華航工會第三分會發起了集會遊行行動，更有許多華僑發起「拒搭華航」運動，也因此引來許多外籍航空的關切。在改善勞動條件下，事件平安落幕。
2016年5月5日午夜，華航總公司在未與工會協調的情況下，發簡訊通知所有空服組員，單方面更改勞動契約，強制縮減勞工帳面上的工時，並認為工會不具代表性，堅持不與工會協商。
6月21日結束為期長達14天的罷工投票，結果投票率超過96%，贊成罷工得票率超過99.5%，工會宣布將會擇期罷工，是台灣史上第一次航空業罷工。
6月23日，華航桃園空服員職業工會宣布自24日起開始罷工，並要求工會會員繳交護照、台胞證及員工證，作為參與罷工的證明。
6月23日晚間23:00，華航總經理張有恆召開記者會，6月24日從早上六點到晚上十點，華航從桃園、松山出發航班全面停飛。
6月24日晚間21:30，資方答應勞方七項訴求，罷工事件落幕。
8月2日，華航空服員職業工會表示由於有22名空服員在罷工當日仍照常執勤因此可能開除會籍，其中包含10名總統專機空服員，因此引來民眾與政府的爭議與關切。

#### 機師開除勞資糾紛
2017年，華航傅姓機師執勤前被驗出酒精反應，華航依公司規定開除引發勞資糾紛，時任華航董事長何煖軒親自說明，並強調「飛安」和「紀律」沒有談的餘地，而當事人使用的酒測器及程序都沒有問題，更指控機師工會以其他議題包裝勞資協商，其實只希望放過該名機師。
機師工會則批評華航高層全是酬庸，並強調傅姓機師解僱案早已由司法程序來解決，根本不是調解內容，希望資方停止傷害華航，也譴責資方以抹黑破壞工會形象。

#### 2019年機師罷工
由於部分華航機師不滿工作條件惡化，在與資方多次談判未果後，部分華航機師參與的桃園市機師職業工會自2019年2月8日早上6時起發動對華航的機師罷工行動。
2019年2月13日達成第一項關於飛安之相關議題，其餘非屬飛安之議題仍舊僵持不下，工會拒絕復工。
罷工歷時七天，經歷四輪協商後，於2月14日晚上10點27分簽署協議後落幕。

### COVID-19群聚感染事件
2021年4月2019冠狀病毒病疫情下旬，一名印尼籍機師確診。該名機師被傳染的途逕成謎，因該名機師檢疫期間所居住的華航諾富特酒店，有一名房務經理在同期間染疫，卻因為指揮中心向來只篩檢機師、未對任何其他職業或領域的人定期性篩檢，連檢疫旅館人員亦未納檢，致該房務經理在被感染後，仍持續在諾富特旅館工作，每日並以大眾交通工具往返北部住家及諾富特旅館之間。該房務經理並遲至4月28日才被一般診所通報檢驗後確診，從而無法知悉究竟係何人傳染與何人，甚至有可能係外國航空公司的機師在旅館內傳染給該房務經理，或該房務經理被社區內不明傳染源傳染後，再傳染回諾富特，後被稱為諾富特群聚感染事件。該群聚案後來經指揮中心調查，與其後發生的台北市萬華茶藝館感染事件，乃不同病毒株，彼此間無傳染關係。台北市萬華茶藝館衍生感染事件。

### 乘客個資遭外洩
2023年1月，華航收到匿名網路勒贖信件，網路中開始流傳部分華航客戶個資被揭露於駭客網站，在中華航空報警後，民航局依個人資料保護法開罰20萬元。

## 註解
1. ↑  容量為112,000kg
2. ↑  容量為102,800kg
3. ↑  容量為112,300kg

### 引用
1. ↑  .   [2021-03-20]. （原始内容存档于2021-06-06）.
2. ↑  呂芳上總策畫，朱文原、周美華、葉惠芬、高素蘭、陳曼華、歐素瑛編輯撰稿. . 台北: 國史館. 2012. ISBN 978-986-03-3586-6.
3. ↑  . 全國法規資料庫. 1990.
4. ↑  沈汝康.中斷28年 華航重返國際航空協會 （页面存档备份，存于）.自由時報.2002-09-25
5. ↑  Photos: Boeing 747-409 Aircraft Pictures （页面存档备份，存于） Airliners.net
6. ↑  華航與美國西北航空進行「哩程酬賓計畫」與「機場貴賓室」合作.中華航空 （页面存档备份，存于）
7. ↑  中華航空持續獲得國際航協IOSA安全認證.中華航空 （页面存档备份，存于）
8. ↑  . 中华航空. 2016-03-14.
9. ↑  . 工商時報 (中時新聞). 2016-09-06.
10. ↑  . 中华航空. 2017-12-02.
11. ↑  . 中华航空. 2023-07-19  [2024-04-13]. （原始内容存档于2023-08-11）.
12. ↑  .   [2010-11-17]. （原始内容存档于2010-11-24）.
13. 1 2  王憶紅.華航與中國3家航空結盟 今年樂觀.自由時報.2013-01-04 （页面存档备份，存于）
14. 1 2  陳慜蔚.結盟陸航 華航拼兩岸航線業績 總經理孫洪祥：今年表現一定優於去年 （页面存档备份，存于）.蘋果日報.2013-01-04
15. ↑  朱沛雄. . 聯合新聞網. 2021-04-12  [2022-10-02]. （原始内容存档于2022-10-02） （中文）.
16. ↑  .   [2024-03-16]. （原始内容存档于2024-03-16）.
17. ↑   (PDF).   [2021-08-29]. （原始内容存档 (PDF)于2022-01-26）.
18. ↑  . 2021-11-29  [2021-11-29]. （原始内容存档于2022-03-07）.
19. ↑  . Airbus. 2019-06-19  [2019-06-19]. （原始内容存档于2021-02-04）.
20. ↑  . 2021-11-16  [2021-11-20]. （原始内容存档于2021-11-20）.
21. ↑  . FlightGlobal. 8 August 2019  [2021-08-29]. （原始内容存档于2019-08-09）.
22. ↑  China Airlines Fleet of A320 (History) （页面存档备份，存于）.AIRFLEETS.NET
23. ↑  華航紅梅改版 潑墨味淡了？.世界新聞網.2011-08-27
24. ↑  聯合新聞網. . 聯合新聞網.   [2025-01-01]. （原始内容存档于2025-01-15） （中文（臺灣））.
25. ↑  https://www.facebook.com/ETtoday. . www.ettoday.net. 2025-01-01  [2025-01-01]. （原始内容存档于2025-02-14） （中文（繁體））.
26. ↑  .   [2017-02-06]. （原始内容存档于2020-12-13）.
27. ↑  第25屆中華民國企業環保獎.行政院環保署
28. ↑  . JACDEC. （原始内容存档于2018-03-31） （英语）.
29. ↑  孫聖然. . 香港01. 2022-06-07  [2022-06-07].
30. ↑  陳祐誠、范揚光, 黃朝郁、中時、. . Yahoo News. 2024-01-20  [2024-01-21]. （原始内容存档于2024-01-21） （中文）.
31. ↑  華航順利通過國際航協飛安持續認證.中華航空 （页面存档备份，存于）
32. ↑  華夏會員飛訊.中華航空 （页面存档备份，存于）
33. ↑  .   [2013-10-11]. （原始内容存档于2016-03-23）.
34. ↑  薛學華、李易璇. . 中國時報. 2016-07-19  [2016-07-19]. （原始内容存档于2018-10-06）.
35. ↑  鍾麗華. . 自由時報. 2016-07-18  [2016-07-19]. （原始内容存档于2016-07-18）.
36. ↑  護照正名拒當中國 他讚：寫自己歷史 （页面存档备份，存于） 三立 2020.4.29
37. ↑  空姐上街喊卡 華航工會：不兌現會有行動 （页面存档备份，存于）.大紀元.2005-11-05
38. ↑  賴文萱.空服員罷工　華航沉重宣布：24日早6至22點桃園松山全停飛 （页面存档备份，存于）.ETtoday新聞雲.2016-06-23
39. ↑  陳祐誠. . 中時電子報. 2017-12-19  [2018-05-30]. （原始内容存档于2020-11-15）.
40. ↑  徐子苓 (编). . 中央通訊社. 2021-05-12  [2021-06-15]. （原始内容存档于2021-05-25） （中文（繁體））.
41. ↑  周湘芸. . 聯合新聞網. 2023-03-03  [2023-03-03]. （原始内容存档于2023-03-29）.

## 外部連結
- 中華航空公司 （页面存档备份，存于）（繁體中文）（简体中文）（英文）（日語）（法文）（德文）（意大利文）（越南文）（泰文）（印尼文）（荷兰文）（葡萄牙文）（西班牙文）
- 財團法人中華航空事業發展基金會 （页面存档备份，存于）
- China Airlines 中華航空的Facebook專頁
- YouTube上的CHINA AIRLINES頻道
- 中華航空的新浪微博
- 中華航空的Instagram帳戶